# Gewölbe

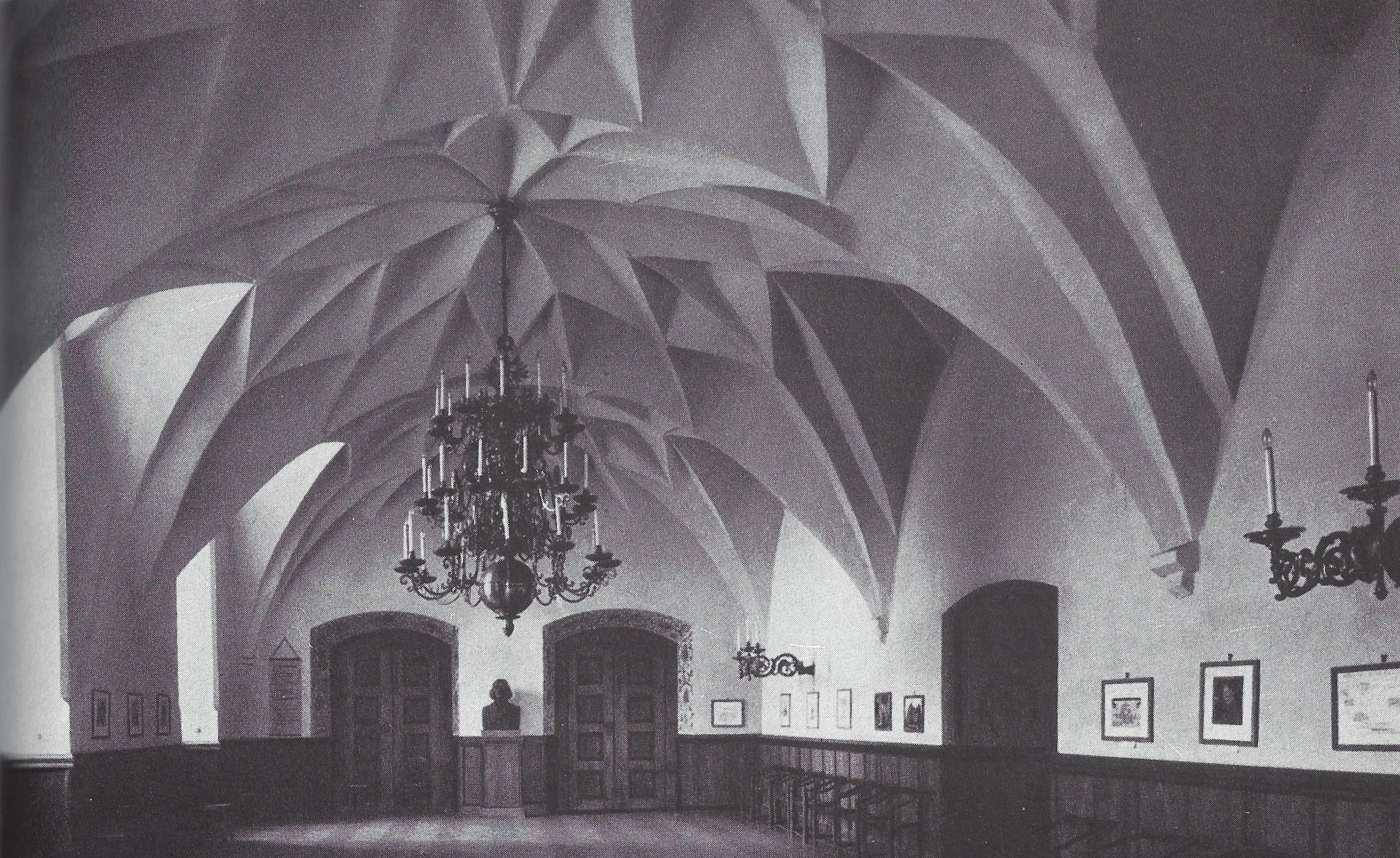
Gewölbe im Schloss Allenstein

Ein Gewölbe ist ein zum darunter gelegenen Raum hin konkaves Schalenbauteil und gehört somit zu den gekrümmten Flächentragwerken. Während ein Bogen in einer Ebene liegt, hat ein Gewölbe eine dreidimensionale Ausdehnung. Gewölbe ermöglichen die Deckung von Räumen mit alleiniger Druckbelastung der Materialien. Manche Weiterentwicklungen erfordern aber auch Zugbelastung.

## Einführung
Im Gegensatz zu flachen Raumabschlüssen wie Beton- und Balkendecken ist allen Gewölben gemein, dass keine Biege- und Zugkräfte auftreten, sondern Nutzlast und Eigengewicht ausschließlich Druckkräfte hervorrufen und als solche auf Widerlager wie Wände oder Pfeiler abgeleitet werden. Die zwischen den Auflagern wirkenden Lasten verursachen einen horizontalen Gewölbeschub, der entweder durch Strebepfeiler (Wandvorlage), massive Widerlager wie Erdreich oder Fundamente oder durch Zugbänder zwischen beiden Auflagern aufgenommen werden muss.
Die ältesten Gewölbeformen sind das Tonnengewölbe und die Kragkuppel. Schon im Altertum kamen die echte Kuppel und das Kreuzgratgewölbe hinzu.
Nach Anfängen in der Romanik setzte sich in der Gotik das Kreuzrippengewölbe durch und wurde zum Ausgangspunkt für die Entwicklung mehrerer weiterer Gewölbeformen. Neuzeitliche Weiterentwicklungen wurden durch das Aufkommen statischer Berechnungen möglich.

## Bauliche Merkmale von Gewölben

### Echte und unechte Gewölbe
Wie beim echten Bogen müssen bei echten Gewölben die Fugen zwischen den Steinen auf den (oder die) Mittelpunkt(e) ausgerichtet sein. Gewölbe mit horizontalen Fugen, die durch Vorkragen der einzelnen Steinschichten gebildet werden (Kraggewölbe), sind unechte Gewölbe. Auch Gewölbe aus Holz oder Stuck sind unechte Gewölbe.

### Bestandteile eines Gewölbes
Denkt man sich ein Tonnengewölbe von zwei sich kreuzenden Diagonalen (auf den Grundriss bezogen) unterteilt, heißen die dreieckigen Segmente zwischen den Widerlagern und dem Scheitel „Wangen“ oder „Walme“. Die Segmente zwischen „Schildbogen“ und Scheitelpunkt heißen „Kappen“. Die auf die Laibung projizierten Diagonalen, die Wangen und Kappen trennen, werden „Gratbogen“, oder bei Rippengewölben „Diagonalrippen“, genannt.
Wenn in der Längsachse eines Tonnengewölbes mehrere Kreuzgewölbe aufeinander folgen, bezeichnet man die entlang der Längswand aufgereihten Bögen als „Schildbögen“, die Bögen an der Schnittstelle zwischen den einzelnen Gewölbejochen dagegen als „Gurtbögen“ oder „Gurte“. Liegen die Gewölbe von Mittel- und Seitenschiffen auf gleicher Höhe (Hallenkirche), werden die Gewölbebögen, die die Längsschiffe längs voneinander trennen, als Scheidbögen bezeichnet.

Die bei sechs- oder achtteiligen Gewölben auftretenden zusätzlichen Rippen werden „Scheitelrippen“ genannt. Fächer- und Netzgewölbe haben außerdem noch „Tiercerons“, das sind vom Kämpfer ausgehende Nebenrippen, und „Lierne“, das sind Nebenrippen, die weder von einem Kämpfer noch von einem zentralen Schlussstein ausgehen.

Gewölbebegriffe
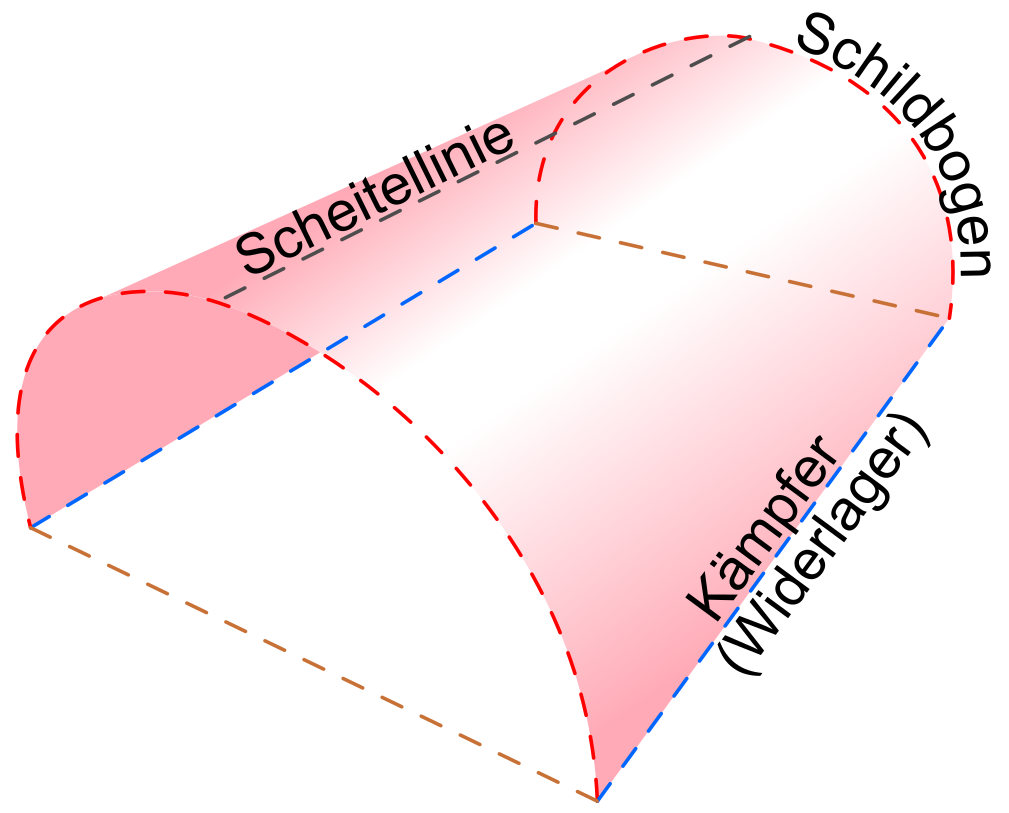
Tonnengewölbe
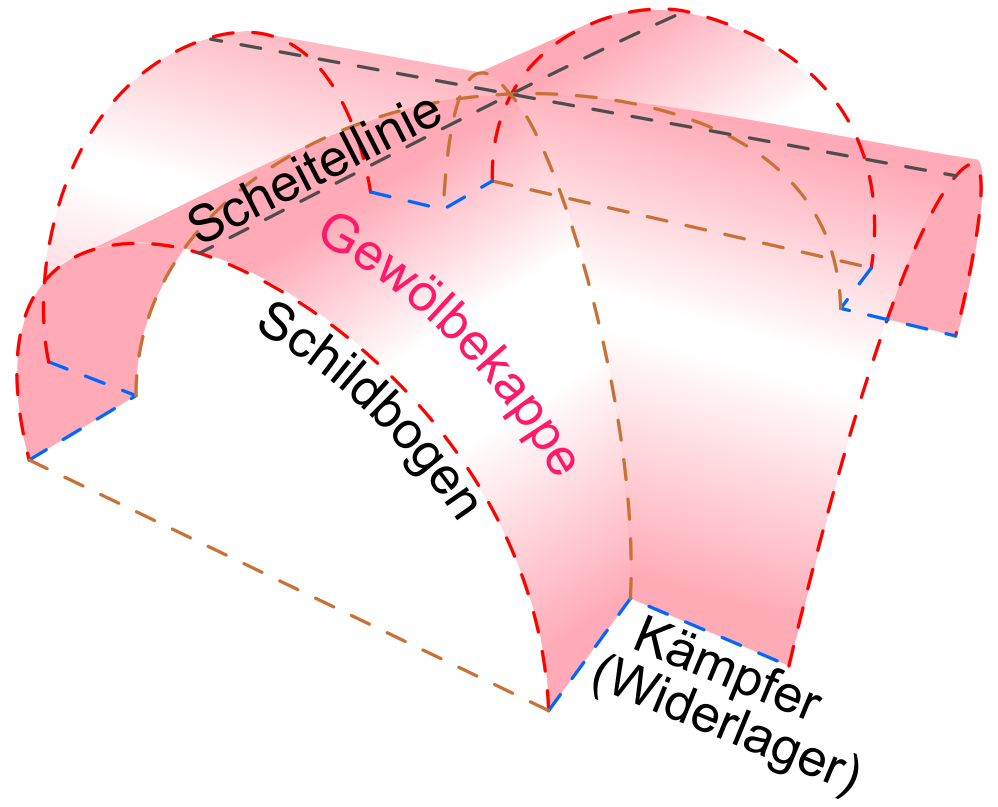
Kreuzgewölbe

### Art der Lastverteilung

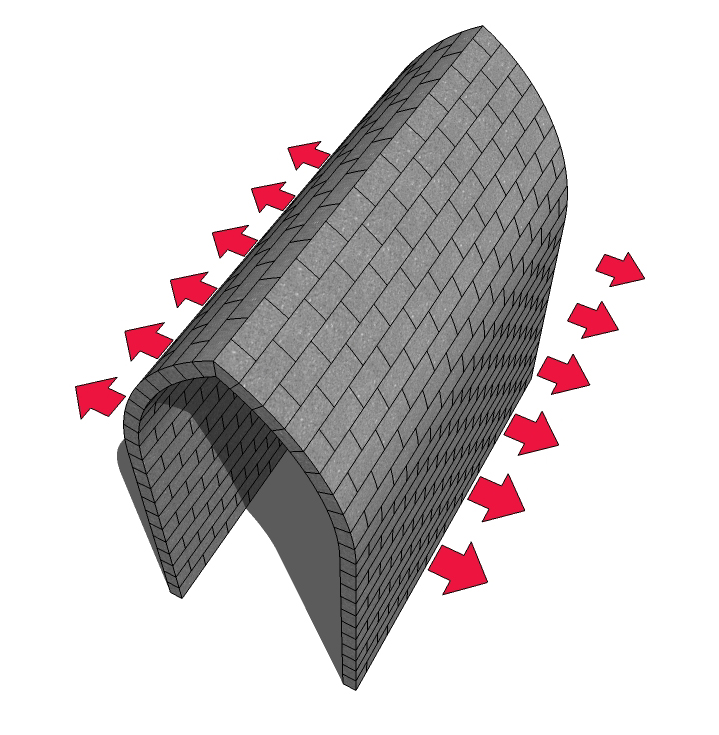
Schubkräfte in einem Spitztonnengewölbe

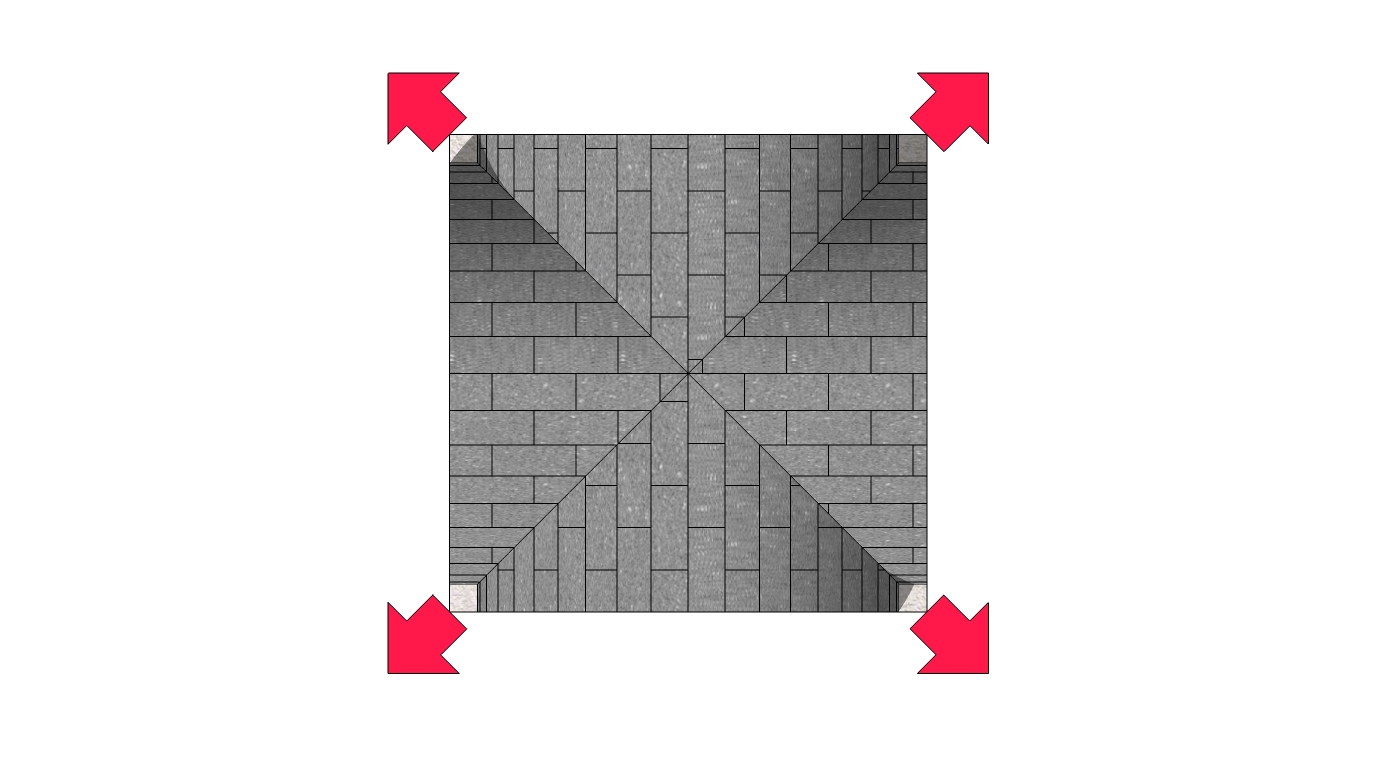
Schubkräfte in einem Kreuzgewölbe (Aufsicht)

Im Gegensatz zur ebenen Holzbalkendecke oder Flachdecke treten bei einem Gewölbe nur Druckspannungen auf, sofern das Gewölbe der Stützlinie folgt. Sofern auf das Gewölbe keine Auflast wirkt, entspricht die Stützlinie der Katenoide. So ist es möglich, größere Räume ohne Biegeträger oder Fachwerkträger und ohne Hilfskonstruktionen wie Hängewerke, Sprengwerke oder eine Unterstützung durch Pfeiler zu überdachen.
Dabei überträgt das Gewölbe nicht nur senkrecht wirkende Kräfte an seine Auflageflächen (z. B. die Mauerkrone), sondern auch waagerecht wirkende Schubkräfte, die durch ein Widerlager aufgenommen werden müssen. Das Widerlager kann die horizontalen Kräfte entweder durch quer unter dem Gewölbe gespannte Zugstäbe abfangen, an benachbarte Tragkonstruktionen weitergeben oder über die Gründung der Mauern an das Erdreich ableiten. In letzterem Fall muss die Stützlinie bzw. die Katenoide über das Gewölbe hinaus auch durch die tragenden Mauern verlaufen, so dass diese nicht nur dem Gewicht, sondern auch dem Gewölbeschub standhalten. In Kirchen und anderen Bauwerken mit weit gespannten Gewölben wurde der Gewölbeschub entweder zur Verminderung der Lastausmitte im Mauerwerk durch entsprechend starke Außenmauern und durch Erhöhung des auf ihr vertikal lastenden Gewichts (etwa durch aufgesetzte Zinnen oder Türmchen) oder durch außen an die Mauern angesetzte Mauerpfeiler aufgefangen. Letztere wurden in der Gotik gestalterisch zu einem Strebewerk aufgelöst.
Der Gewölbeschub steigt mit der Gesamtlast (Eigenlast zuzüglich Auflast) und dem Verhältnis von Breite zu Höhe des Gewölbequerschnitts (je flacher das Gewölbe, desto mehr Schub).
Die Dicke eines gewicht- und materialsparend ausgeführten Gewölbes reduziert sich entsprechend der abnehmenden Normalkraft vom Auflagepunkt bis zum Scheitel. Die Abnahme der Normalkraft ist bei Tonnenform geringer als bei Kuppelform und bei gering gekrümmtem Scheitelbereich geringer als bei stark gekrümmtem.

### Innere Wölblinie

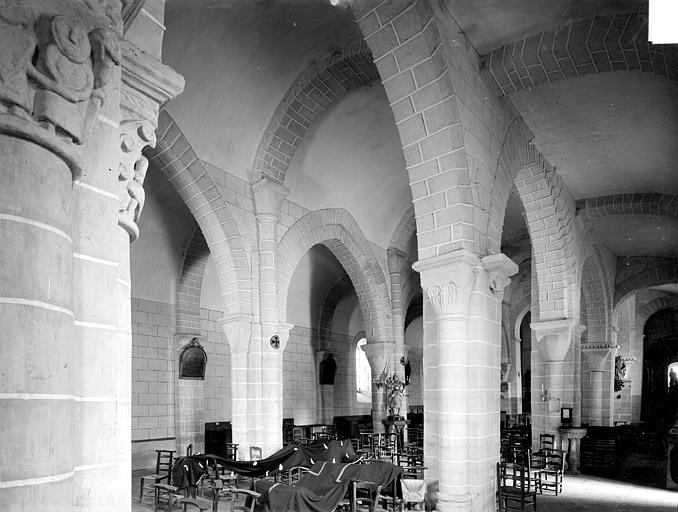
Chappes, Dép. Allier, Kirche Ste-Anne, Seitenschiffe unter Halbtonnen, also einhüftig

Der Bogen, der vom Innenraum des Gewölbequerschnitts (der Laibung) aus sichtbar ist, wird innere Wölblinie genannt.
- Einfache Tonnengewölbe werden meist als Halbkreisgewölbe ausgeführt, deren innere Wölblinie einen Halbkreis bildet.

- Bei den flacheren Segment- oder Stichbogengewölben bildet die Wölblinie weniger als einen Halbkreis, also ein Kreissegment von weniger als 180 Grad.

- Bei Korbbogengewölben nimmt der Krümmungsradius vom Auflager zum Scheitel hin zu.

- Stellt die Wölblinie einen Vielpassbogen bzw. Zackenbogen dar, so besteht das Gewölbe aus mehreren zusammengesetzten Zylindersegmenten mit kleinerem Radius als dem des Gewölbes als Ganzem (ähnlich dem Rand einer Blüte).

- Spitzbogengewölbe bestehen aus zwei Segmentbogengewölben, die schräg aneinander lehnen, so dass am Scheitel ein spitzer Winkel entsteht.

- Bei elliptischen Gewölben bildet die Wölblinie eine halbe Ellipse.

- Bei Giebelbögen sind die Schenkel gerade und stoßen im Scheitel in spitzem Winkel aufeinander. Das Gewölbe hat die Form eines Satteldachs.

- Bei Klinoidengewölben, die im Brückenbau Verwendung finden, wird der Druck gerade, in der Regel horizontal verteilt.

- Bei hyperbolisch-parabolischen Gewölben liegt eine komplexe, dreidimensional verzogene Form vor.

- Gewölbe mit ungleichen Gewölbeschenkeln nennt man unsymmetrisch, solche mit nur einem Schenkel einhüftig.

- Bei gestelzten Gewölben spricht man – wie bei gestelzten Bögen – von Gewölben, deren Gewölbeschenkel senkrecht nach unten verlängert sind.

## Gewölbeformen

### Tonnengewölbe

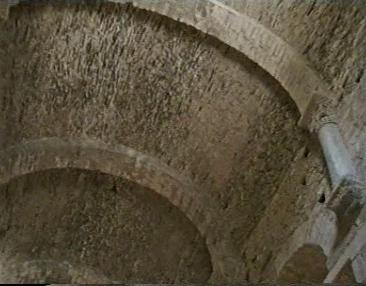
Sant Pere de Rodes, Spanien, Tonnengewölbe mit Gurtbögen, 11. Jh.

#### Tonnengewölbe
Hat ein Gewölbe zwei gleich lange parallele Widerlager, so nennt man es „Tonnengewölbe“, unabhängig von der Wölblinie. 
Einige Begriffe dienen der Bezeichnung unterschiedlicher Wölblinien (Höhenprofile):
- Bei rundbogigem Querschnitt spricht man von „Rundtonne“,
- bei spitzbogigem Querschnitt von „Spitztonne“.
- Die ältesten erhaltenen Tonnengewölbe, auf Lagerräumen eines altägyptischen Tempels, haben das statisch günstigste Profil, das Katenoid, s. unten. * Besteht das Profil aus einen Bogen von 45° oder weniger, der mit seinem Scheitel an einer Wand lehnt, wird dies als Halbtonne bezeichnet.
- Tragen seitliche Halbtonnen eine waagerechte Decke, so ergibt sich ein Spiegelgewölbe.

Langgestreckte Räume können 
- insgesamt mit einer Längstonne gedeckt sein,

oder sie sind durch Bögen in Joche unterteilt, deren Gewölbeachsen quer zus Raumachse liegen, sogenannte Quertonnen.

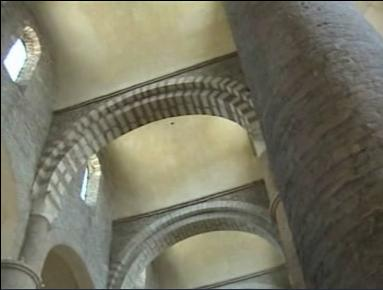
Quertonnen in Saint-Philibert in Tournus, frühes 11. Jh.
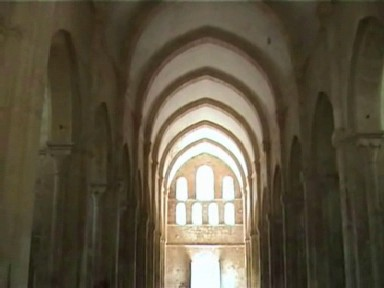
Spitztonne in der Klosterkirche von Fontenay, 12. Jh.

Auch bei den Grundrissen einzelner Tonnengewölbe sind Varianten zu beachten:
- Ein Tonnengewölbe ist „gerade“, wenn es einen rechteckigen Grundriss hat,
- „schief“, wenn es parallelogramm- oder paralleltrapezförmig ist.
- Stehen die Wände nicht parallel zueinander, ergibt sich statt eines Zylindersegments ein Kegelsegment.

Mehrere Gewölbeformen lassen sich aus der Überschneidung von Tonnengewölben ableiten: 
- Überschneiden sich die Innenräume zweier Tonnen mit gleich hohen Profilen, so ergibt sich ein Kreuzgratgewölbe.
- Wird ein Tonnengewölbe großer Breite und Höhe von kleineren Tonnengewölben geschnitten, so ergibt sich ein Stichkappengewölbe.
- Wird der Innenraum von den Schalen von zwei oder mehr Tonnengewölben gemeinsam begrenzt, so ergibt sich ein Klostergewölbe.
- Wird ein tonnengewölbter Raum an den Enden von Halbtonnen begrenzt, wird dies als Muldengewölbe bezeichnet.

#### Kappendecke
Die „Preußische Kappendecke“ verbindet das Prinzip der Balkendecke mit Tonnengewölben: In einer Richtung wird der Raum von ungewölbten Trägern überspannt, wie bei einer Balkendecke, aber die Flächen zwischen diesen Trägern sind mit parallel aneinander liegenden Segmentbogentonnen gefüllt. Die Höhe der Wölbung beträgt üblicherweise weniger als 15 % der Breite. Preußische Kappen wurden vor allem im 19. Jahrhundert zur Gestaltung von Geschossdecken, aber auch als Kellergewölbe verwendet.
Preußische Kappen sind auch unter dem Begriff „Berliner Gewölbe“ bekannt.

#### Tonnendach
Tonnengewölbe, die als Dachtragwerk dienen sollen, werden häufiger als Holz- oder Stahlkonstruktionen errichtet und dann meist als Tonnendach bezeichnet. In vielen derartigen Konstruktionen werden Elemente des Fachwerks mit Bogenformen aus dem Gewölbebau kombiniert. Deren Krümmung kann statisch von nutzen sein, oder auch nur dekorativ. Bei hölzernen Tonnen im engeren Sinne liegt die den Innenraum begrenzende Lattung auf den untersten Balken des Tragwerkes. In anderen Fällen ragen Träger in den Innenraum, wie beim Hammerbalken-Gewölbe. In manchen reicht dieser bis an die Dachhaut oder einer knapp darunter geführten Lattung, nicht nur beim Anfang des 20. Jahrhunderts entwickelten Zollingerdach.

#### Stichkappengewölbe

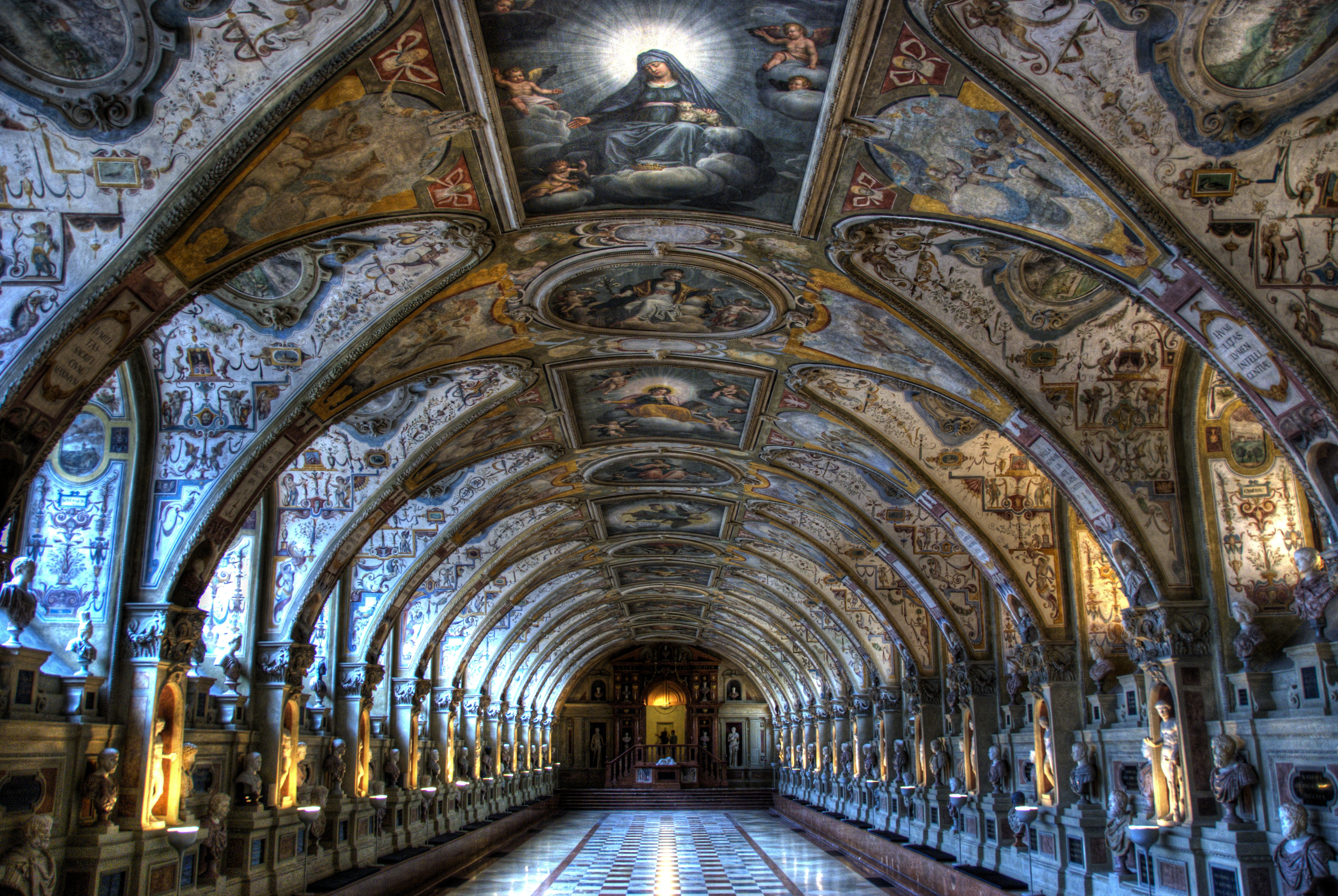
Stichkappengewölbe im Antiquarium der Residenz, München

Die Stichkappe ist ein „kleineres Tonnengewölbe“, das in der Regel rechtwinklig (seltener schräg) in ein „Hauptgewölbe“ einschneidet. Solche „Nebengewölbe“ werden beispielsweise oberhalb von Fenster- oder Türöffnungen, an Nischen oder kleineren Nebenräumen angeordnet, um die Belichtung des Gewölbes zu verbessern oder einen seitlichen Zugang zu ermöglichen. Stichkappen sind vom Hauptgewölbe oft durch den sogenannten „Kappenkranz“ abgetrennt. Haben die Scheitel zweier gegenüber liegender Stichkappen dieselbe Höhe wie der Scheitel des Hauptgewölbes, entsteht ein Kreuzgewölbe. Stichkappengewölbe sind häufig bei Kirchenbauten der Barockzeit.

### Klostergewölbe

Klostergewölbe

Beim „Klostergewölbe“ (früher auch Walmgewölbe, Kappengewölbe) werden von den Seiten eines rechteckigen oder polygonalen Grundrisses aus vier Wangen gemauert, die zu einem gemeinsamen Scheitelpunkt aufsteigen. Seine Wangen sind dreieckige Ausschnitte aus einem Tonnengewölbe. Wo die Wangen aneinander stoßen, verlaufen Kehlen – im Gegensatz zu den Graten von Kreuzgratgewölben.
In großer Zahl findet sich das Klostergewölbe mit achteckigem Grundriss, als achteckige Abwandlung der Kuppel, besonders als Vierungskuppeln romanischer Kirchen.

#### Muldengewölbe
Schließt man ein „Tonnengewölbe“ an den Enden durch zwei nach innen geneigte Wangen ab, wird es zum „Muldengewölbe“. Das „Muldengewölbe“ unterscheidet sich vom „Klostergewölbe“ dadurch, dass es noch über eine (verkürzte) Scheitellinie verfügt, während alle Wangen des „Klostergewölbes“ in einem gemeinsamen Scheitelpunkt zusammenlaufen.

#### Spiegelgewölbe
Ein Spiegelgewölbe ist ein Muldengewölbe oder Klostergewölbe, dessen Rundungen in einer zentralen waagerechte Fläche – dem Deckenspiegel – auslaufen. Das Gewölbe wird also unterhalb seiner (theoretischen) Scheitellinie durch eine waagerechte Ebene beschnitten. Diese Bauform eignet sich insbesondere für Plafondmalereien.

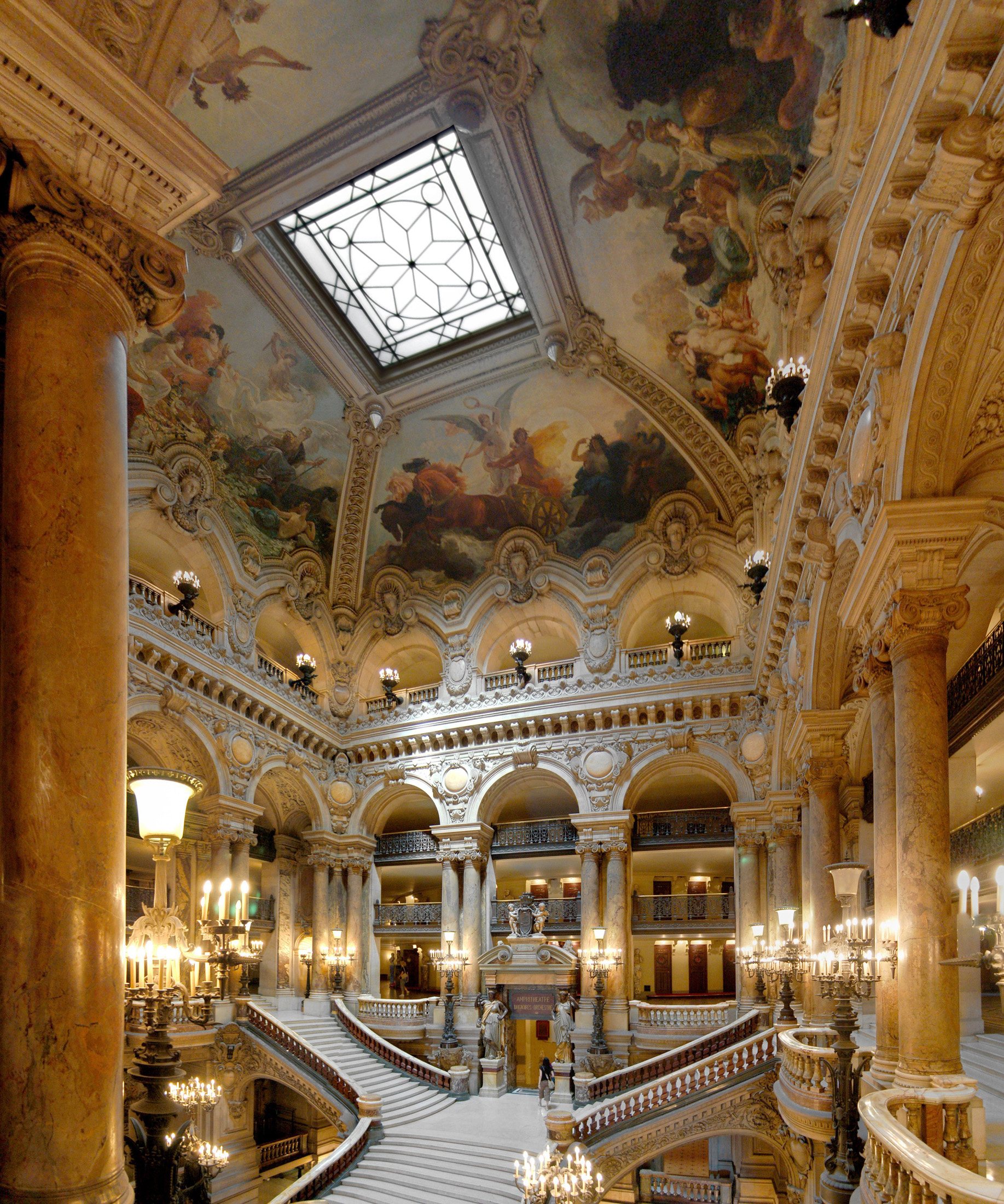
Spiegelgewölbe im Treppenhaus der Opera Garnier

### Kuppel
Kuppeln lassen sich als Sonderform des „Klostergewölbes“ mit vieleckigem, kreisförmigem oder ovalem Grundriss betrachten – sie haben ebenfalls nur einen Scheitelpunkt und der ganze Umfang ihres Grundrisses bildet das Widerlager. Typische Beispiele der Kirchenarchitektur sind achteckige sogenannte „Klosterkuppeln“ über den Vierungen.
Größere Kuppeln werden häufig mit Tragwerken aus Holz und Stahl errichtet und dann in der Regel nicht mehr als Gewölbe bezeichnet.
Beispiele sind etwa die Schwedlerkuppeln, Geodätische Kuppeln und Kuppeln in der Zoll-Lamellen-Bauweise.

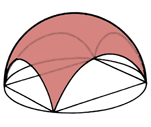
Hängekuppel

### Böhmische Kappe, Platzlgewölbe
Die Böhmische Kappe ist eine mit der Hängekuppel verwandte Form des Gewölbes. Hierbei wird eine gratlose (im Gegensatz zum Klostergewölbe) Schale über einen meist quadratischen Grundriss gespannt. Die das Gewölbefeld begrenzenden Bögen, die sich an den Seitenwänden ablesen lassen, sind bei der Böhmischen Kappe nicht halbkreisförmig, sondern bilden flachere Segmentbögen. Das Platzlgewölbe ist im Vergleich zur Hängekuppel insgesamt flacher gewölbt.

### Kreuzgewölbe

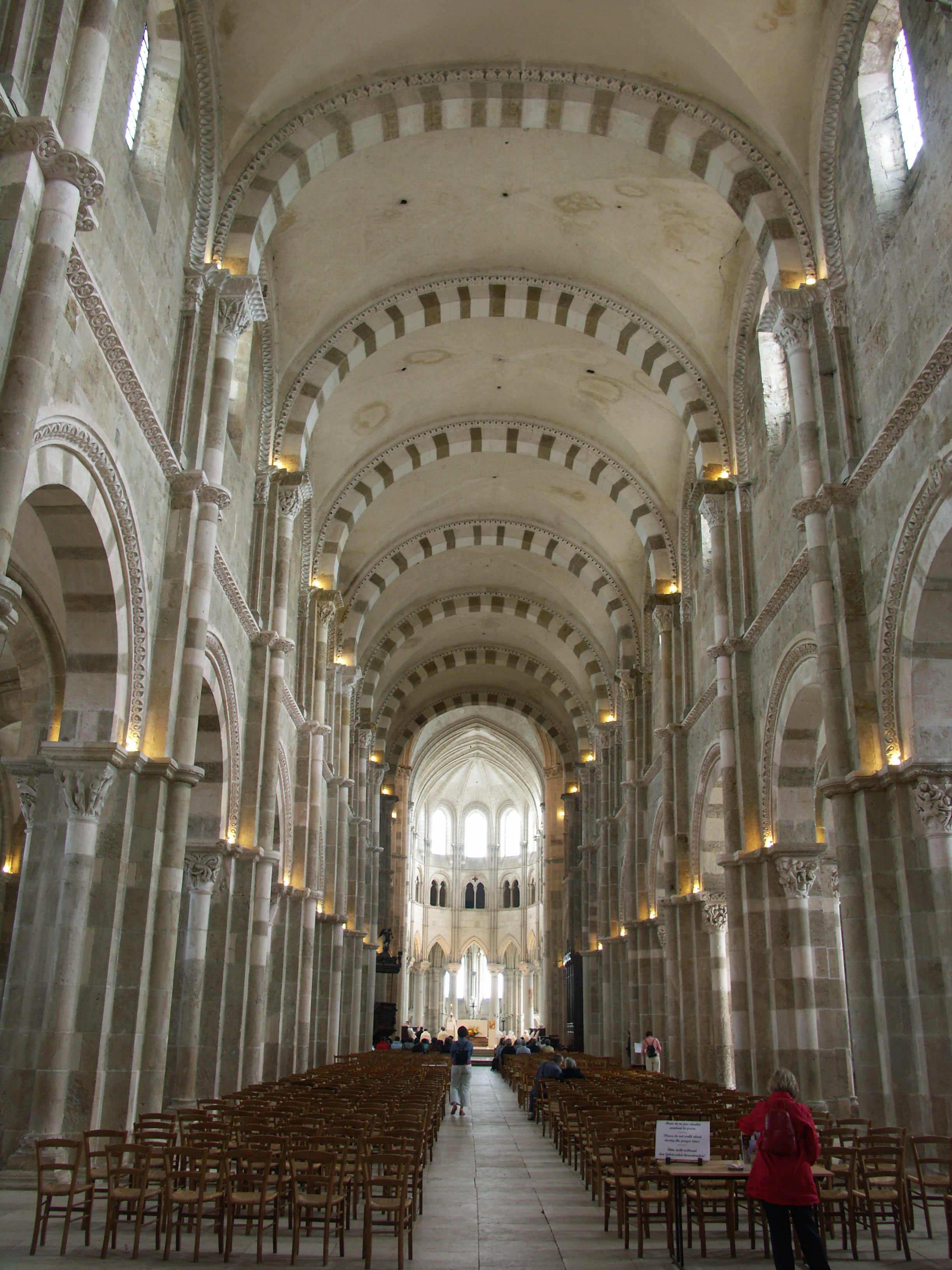
Einfaches „Kreuzgewölbe“ mit Gurtbögen

Kreuzgewölbe – die Diagonalgrate bilden einen statisch ungünstigen, gedrückten Bogen

Werden die beiden Wangen eines Tonnengewölbes mit quadratischem Grundriss durch zwei Kappen mit gleichem Gratbogen ersetzt, entsteht ein „Kreuzgewölbe“ mit vier Graten, vier Schilden und vier Widerlagerpunkten in den Ecken. Während die Grate beim „Klostergewölbe“ als Innenkanten ausgebildet sind, sind es beim Kreuzgewölbe Außenkanten. Während das Klostergewölbe aus vier Wangen besteht, sind es beim Kreuzgewölbe vier Kappen.
Falls die Kappen statt einer gleichmäßigen konkaven Wölbung zum Scheitelpunkt hin in eine konvexe Wölbung übergehen, also sphärisch gebaucht sind (und oben gegebenenfalls in einer Spitze enden), spricht man von Busung bzw. gebustem Gewölbe.
Das einfache Kreuzgewölbe kann auch als Kreuzgratgewölbe bezeichnet werden, welches als für die romanische Architektur typisch gilt.
Bei der Entwicklung des „Kreuzrippengewölbes“ liefen zwei Neuerungen fast parallel: zum einen die statische Auflösung des Gewölbes in tragende Rippen und darauf lastende Gewölbekappen (ähnlich der Skelettbauweise), und zum anderen brachte die fast gleichzeitig einsetzende Gotik den Spitzbogen mit sich, wodurch man variabler bei den Bogenproportionen wurde und damit neue Grundrisse, schmalere Mauern und höhere Räume möglich wurden. All die zuletzt genannten Neuerungen sind nicht dem Kreuzrippengewölbe an sich zuzurechnen, sondern der Tatsache, dass fast alle Kreuzrippengewölbe mit Spitzbögen ausgeführt wurden.

#### Kreuzgratgewölbe

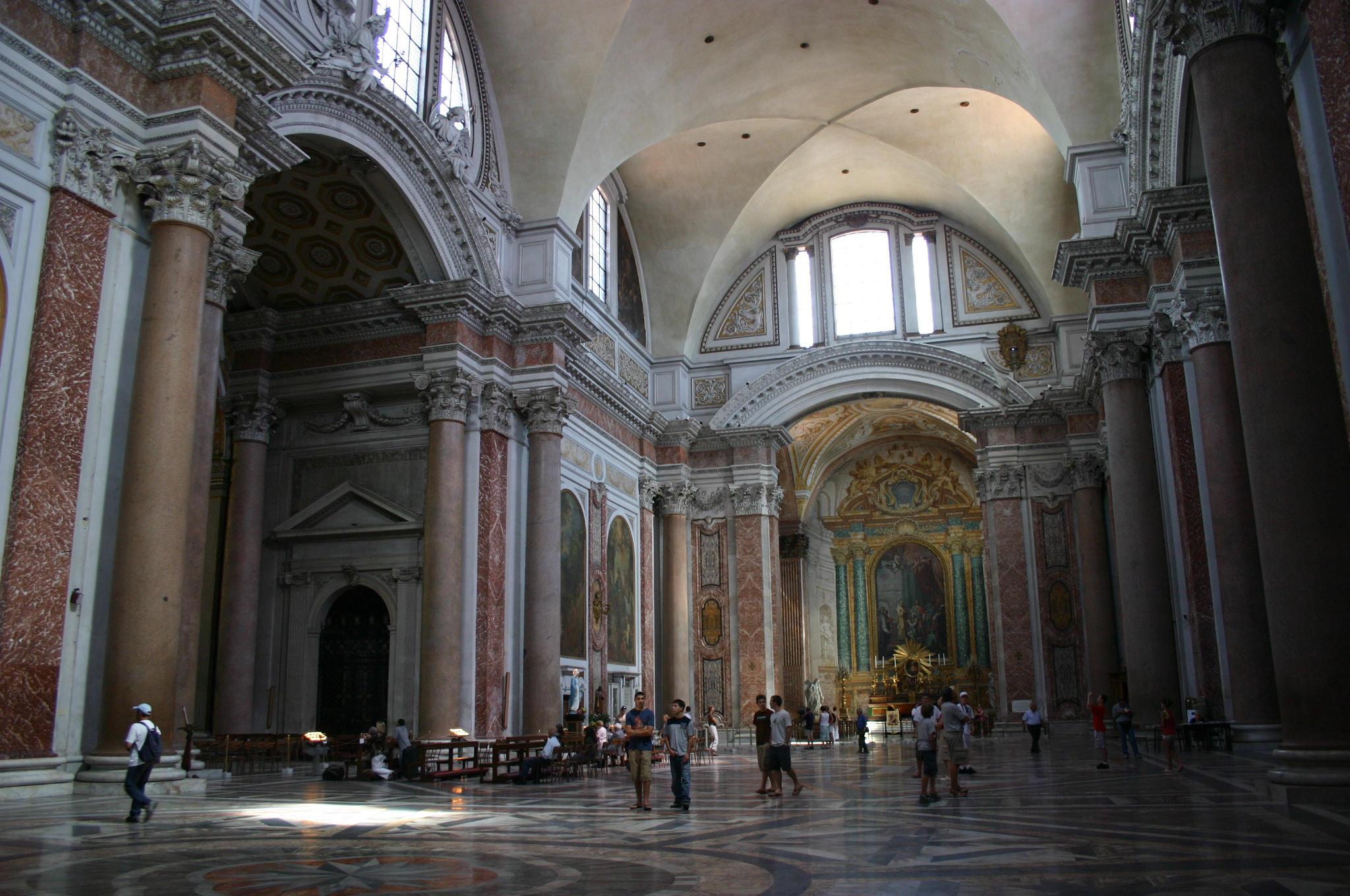
Kreuzgratgewölbe in der Santa Maria degli Angeli e dei Martiri

Die Technik des Kreuzgratgewölbes wurde bereits in der Antike entwickelt und in den römischen Thermen zur Perfektion gebracht – im kaiserzeitlichen Tetrapylon von Cáparra ist noch eines erhalten, ebenso in der Kirche Santa Maria degli Angeli e dei Martiri in Rom, dem einstigen Frigidarium der Diokletiansthermen. Im Frühmittelalter wurde diese Gewölbeform wieder aufgenommen.
Kreuzgratgewölbe können als zwei einander durchdringende Tonnengewölbe definiert werden, wobei vier Kappen entstehen. Wo die Kappen aufeinanderstoßen, entstehen zwei sich kreuzende diagonale Grate, die von den vier Widerlagerpunkten in den Ecken ausgehen. Zum Bau eines Kreuzgratgewölbes ist stets eine vollflächig geschlossene Schalung erforderlich, da das Gewölbe erst nach der vollständigen Aushärtung trägt.

##### Stich und Busung
Da bei rein geometrischer Austragung des Kreuzgewölbes aus zwei einander durchdringenden rundbogigen Tonnen die Diagonalgrate eine gedrückte, statisch ungünstige Form erhalten, sind die meisten Kreuzgewölbe zur Mitte hin überhöht. Denn der diagonale Grat, der eine größere Spannweite als die Schildbögen hat (weil die Diagonale eines Rechtecks länger ist als seine Kanten), wird bei statisch vorteilhafter halbkreisförmiger Ausführung wegen seines größeren Radius höher als die Schildbögen. Wenn die Scheitelinien der Teilschalen von den Gurt- und Schildbögen zur Gewölbemitte ansteigen, wird dies als Stich bezeichnet, sind sie zudem konkav gekrümmt, so ergibt sich eine Busung.

#### Kreuzrippengewölbe

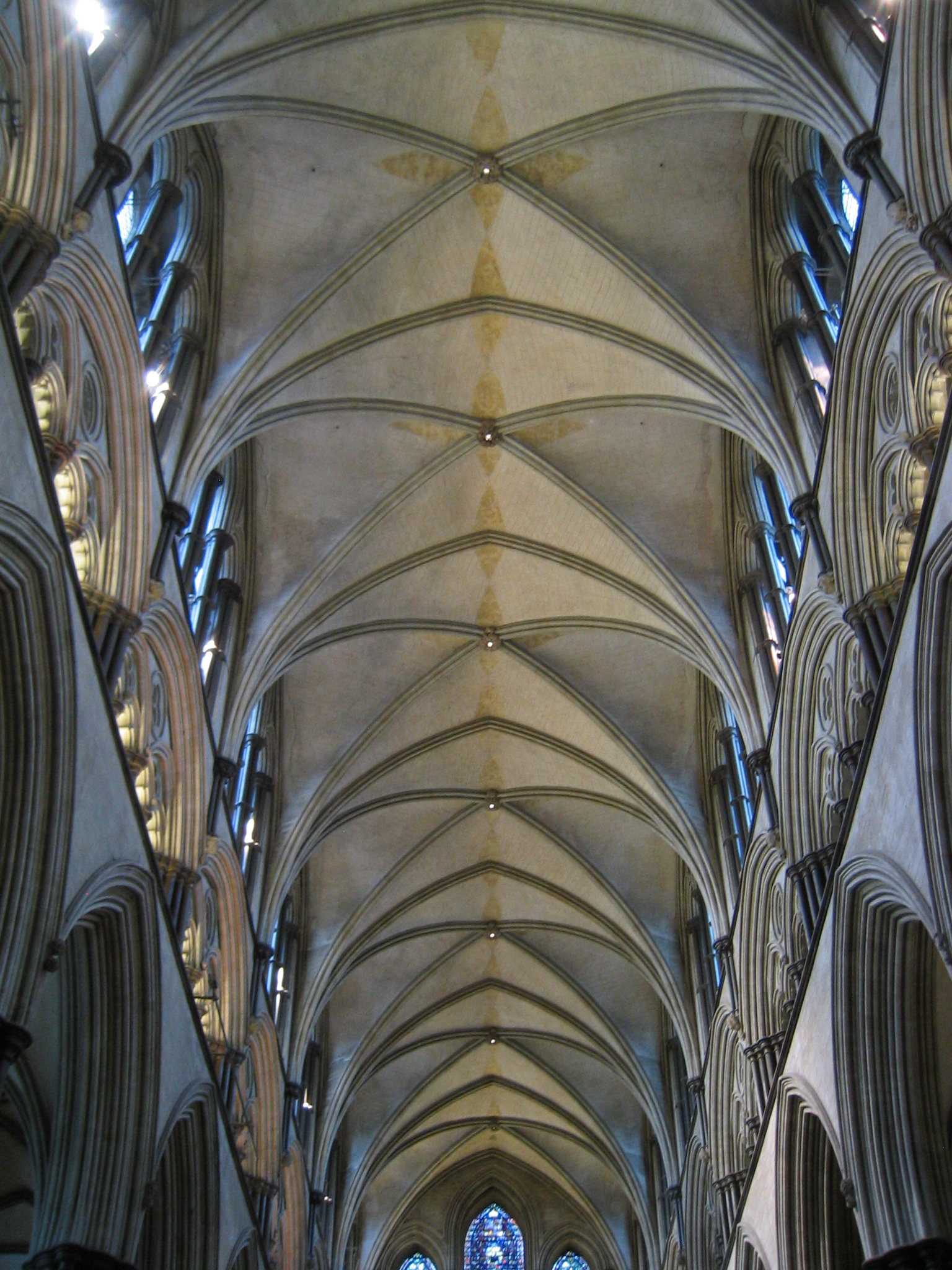
Vierteilige Kreuzrippengewölbe im Langhaus der Kathedrale von Salisbury

Kreuzrippengewölbe sind der Form nach den Kreuzgratgewölben ähnlich, haben jedoch an den sich kreuzenden diagonalen Graten aus Steinen gemauerte Bögen, die Kreuzrippen. Im Kreuzungspunkt der Rippen befindet sich ein Schlussstein, dem noch ein nach unten ragender Abhängling angeformt sein kann.
Das Gewölbe wird durch die selbst tragenden Rippen gebildet und gehalten. Die Rippen kreuzen sich dabei wie die Diagonalen in einem Rechteck; sie leiten die Druck- und Schubkräfte des Gewölbes auf die Pfeiler ab. Jede Kreuzrippe setzt sich aus mehreren profilierten Werksteinen zusammen.
Das Kreuzrippengewölbe ist ein typisches Element der gotischen Architektur. Durch das Zusammenspiel von im Vergleich zum Tonnengewölbe höheren (Spitz)bögen und immer ausgefeilterem Strebewerk konnten die Wände von seitlichen Schubkräften fast befreit werden, somit schmaler ausgeführt und mit größeren Fensterflächen versehen werden. Höhere Kirchenräume wurden möglich.
Als erste Kreuzrippengewölbe gelten die Seitenschiffsgewölbe der Kathedrale von Durham, kurz vor 1100 und damit 40 Jahre vor dem Beginn der Gotik mit dem Chorumgang der Abteikirche Saint-Denis. Bei den Querhausgewölben des Speyerer Doms ist die Bauzeit der Rippen fraglich, da die benachbarte Vierungskuppel in der Barockzeit stabilisiert wurde.

##### Gebuste Kreuzrippengewölbe

###### Domikalgewölbe
Steigt das Kreuzrippengewölbe zur Mitte hin stark an, so dass der Scheitel bzw. der Schlussstein des Gewölbes deutlich höher liegt als die Scheitel der Schildbögen, spricht man vom Domikalgewölbe.  Bei Domikalgewölben besteht die Busung darin, dass die Scheitel der Gewölbeviertel selber gekrümmt sind. Domikalgewölbe finden sich im Mittelalter besonders in den westfranzösischen Regionen Anjou und Maine (Kathedrale von Angers, Saint Serge in Le Mans, Kathedrale von Le Mans) und in Deutschland in Westfalen (Dom zu Münster, Zisterzienserkirche Marienfeld) sowie in den nach westfälischen Vorbildern erbauten mecklenburgischen spätromanisch-frühgotischen Dorfkirchen mit gebustem Gewölbe. Oft sind Domikalgewölbe durch Längs- und Querrippen als achtteilige Gewölbe ausgebildet.

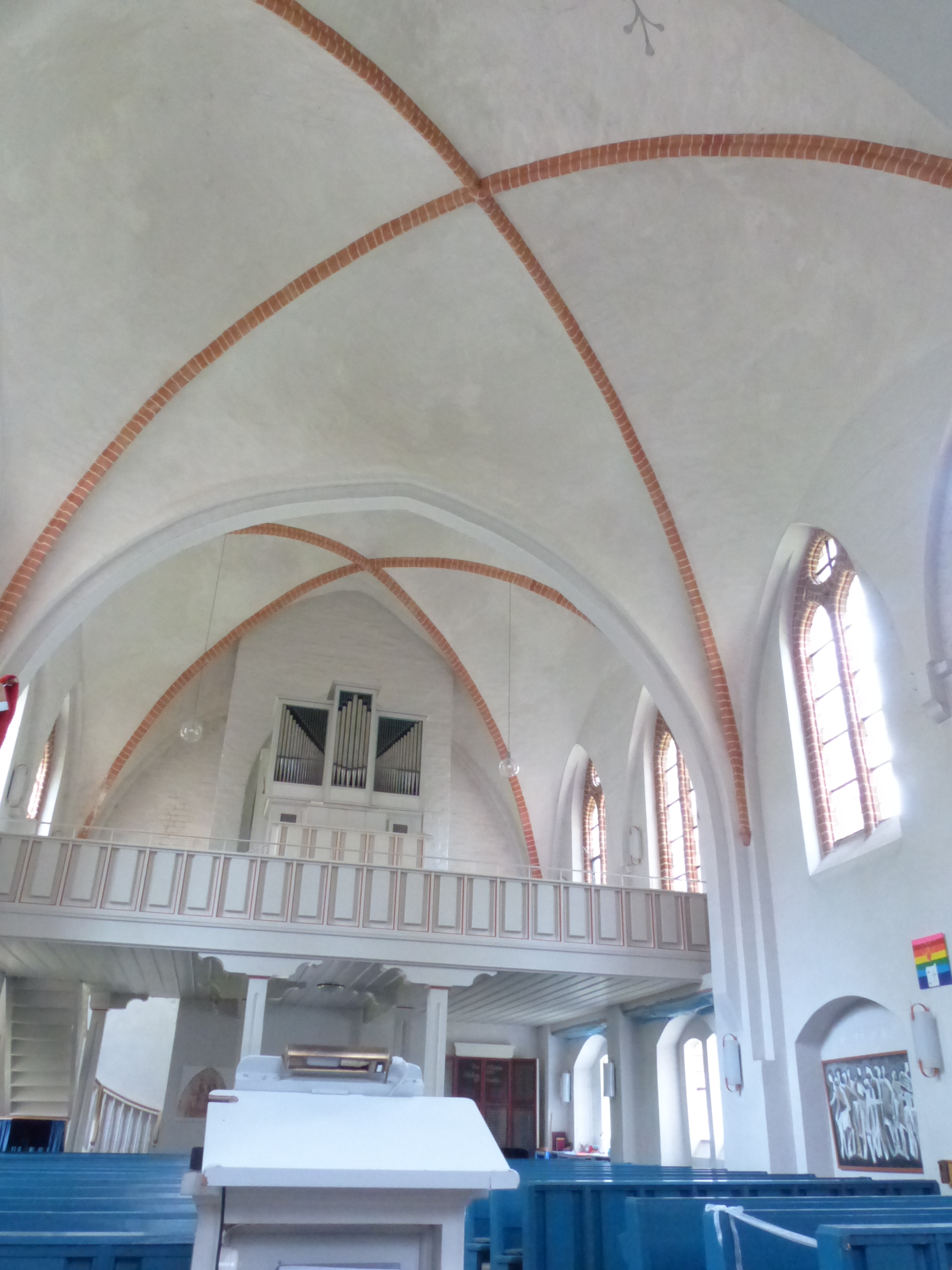
Überbuste Gewölbe, Klosterkirche Heiligenrode

Vierteilige Domikalgewölbe, gebundenem System, Mittelschiff der Stiftskirche Bassum
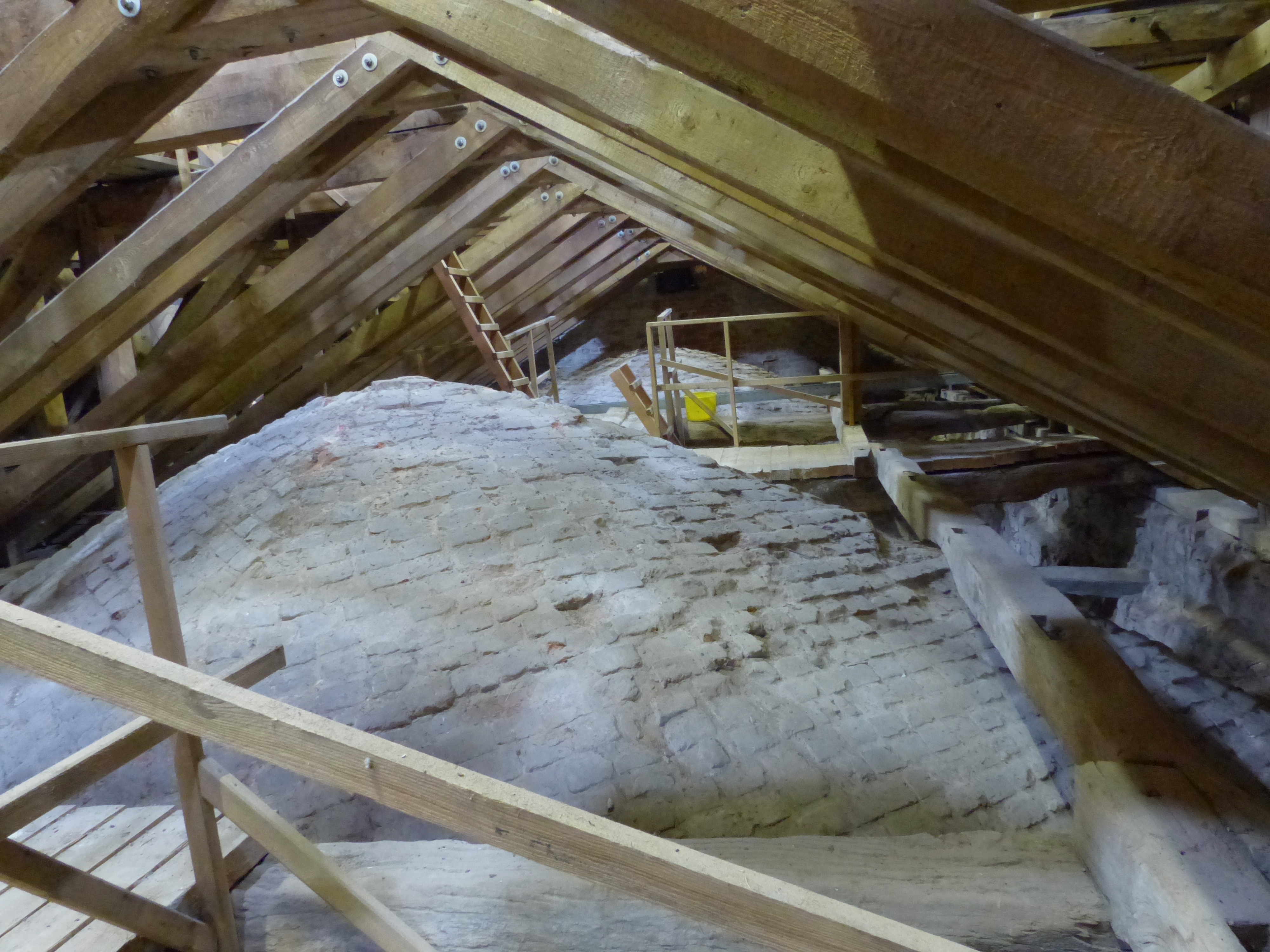
Domikalgewölbe von oben, Mittelschiff der Stiftskirche Bassum
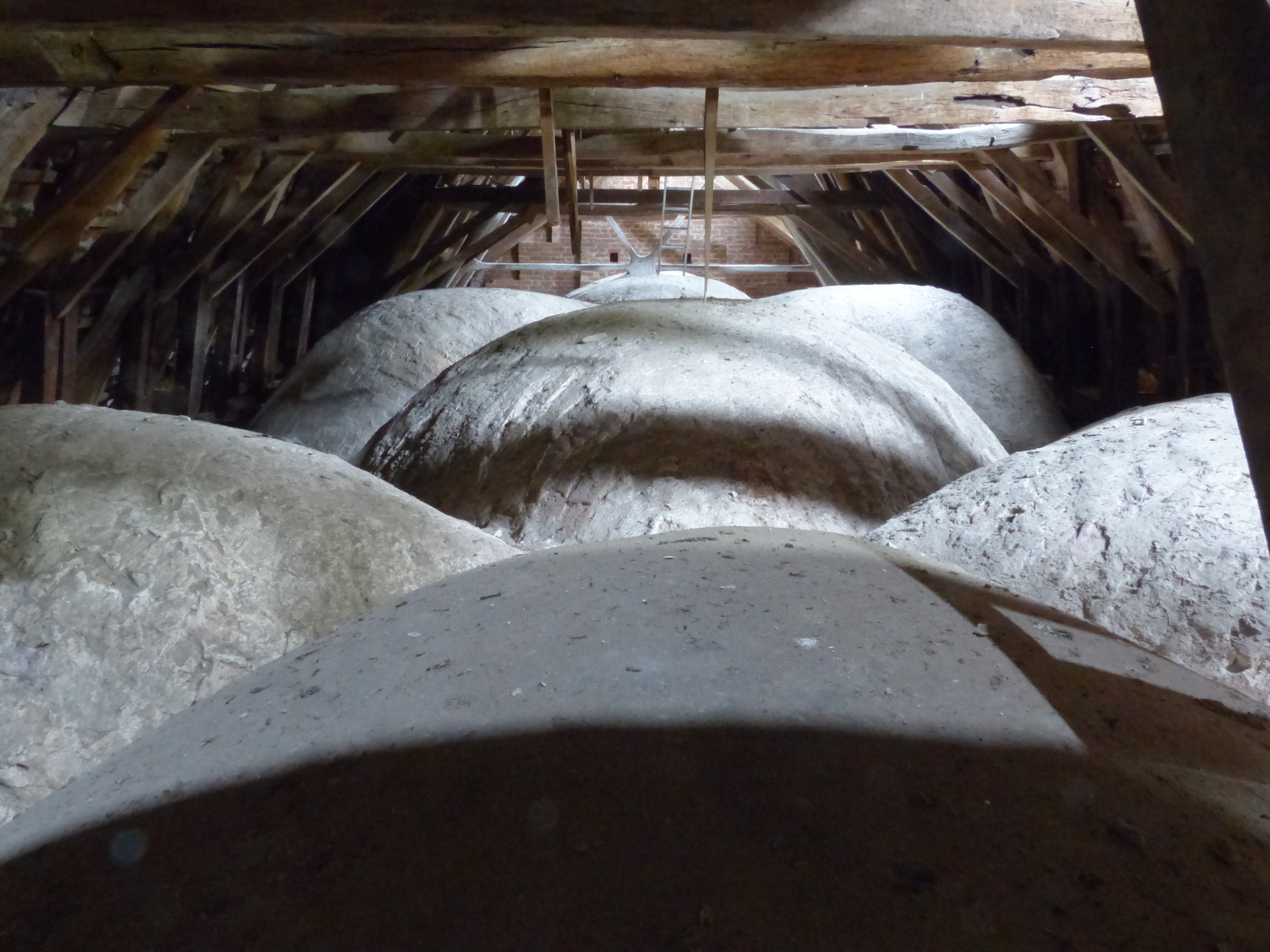
Überbuste Gewölbe von oben, Klosterkirche Heiligenrode in Stuhr b. Bremen

###### Überbuste Gewölbe
Eher der Spätgotik gehören überbuste Gewölbe an. Bei ihnen hat jedes Gewölbeviertel die Form einer schräg gestellten Kuppel. Die höchsten Punkte der Quadranten können höher als die Rippenkreuzung liegen.

##### Sechs- und Achtteilige Rippengewölbe
Ist ein Rippengewölbe in der Querrichtung durch eine vom Schlussstein zu den Außenwänden gehende Rippe in sechs Kappen unterteilt, spricht man von einem sechsteiligen Gewölbe, das typisch für frühgotische Kirchenbauten ist. Die sechsteiligen Doppeljoche haben nur einen Scheitelpunkt über beidseitig zwei Schildbögen, aber die zusätzlichen Rippen sind keine Scheitelrippen, sondern eher Zwischengurte, die von Vorlagen an den Zwischenpfeilern ausgehen. Beim gebundenen System entspricht ebenfalls ein Mittelschiffsscheitel zweimal zwei Seitenschiffsscheiteln, aber die Mittelschiffsgewölbe haben beidseits nur je einen Schildbogen über zwei Arkadenbögen. 
Achtteilige Gewölbe haben Scheitelrippen, die von den Scheitelpunkten der Gurtbögen und Schildbögen ausgehen.
Kreuzrippengewölbe können durch weitere Rippen unterstützt werden, sodass Rippenfächer, Rippensterne, Rippennetze oder andere Muster entstehen können. Dann werden die Gewölbe auch entsprechend bezeichnet (Fächergewölbe, Sterngewölbe, Netzgewölbe, Schlingrippengewölbe u. a., siehe dazu die folgenden Abschnitte).
Die Formen der Rippengewölbe erfuhren eine bedeutende Variation. Fächergewölbe prägten besonders die englische Gotik.

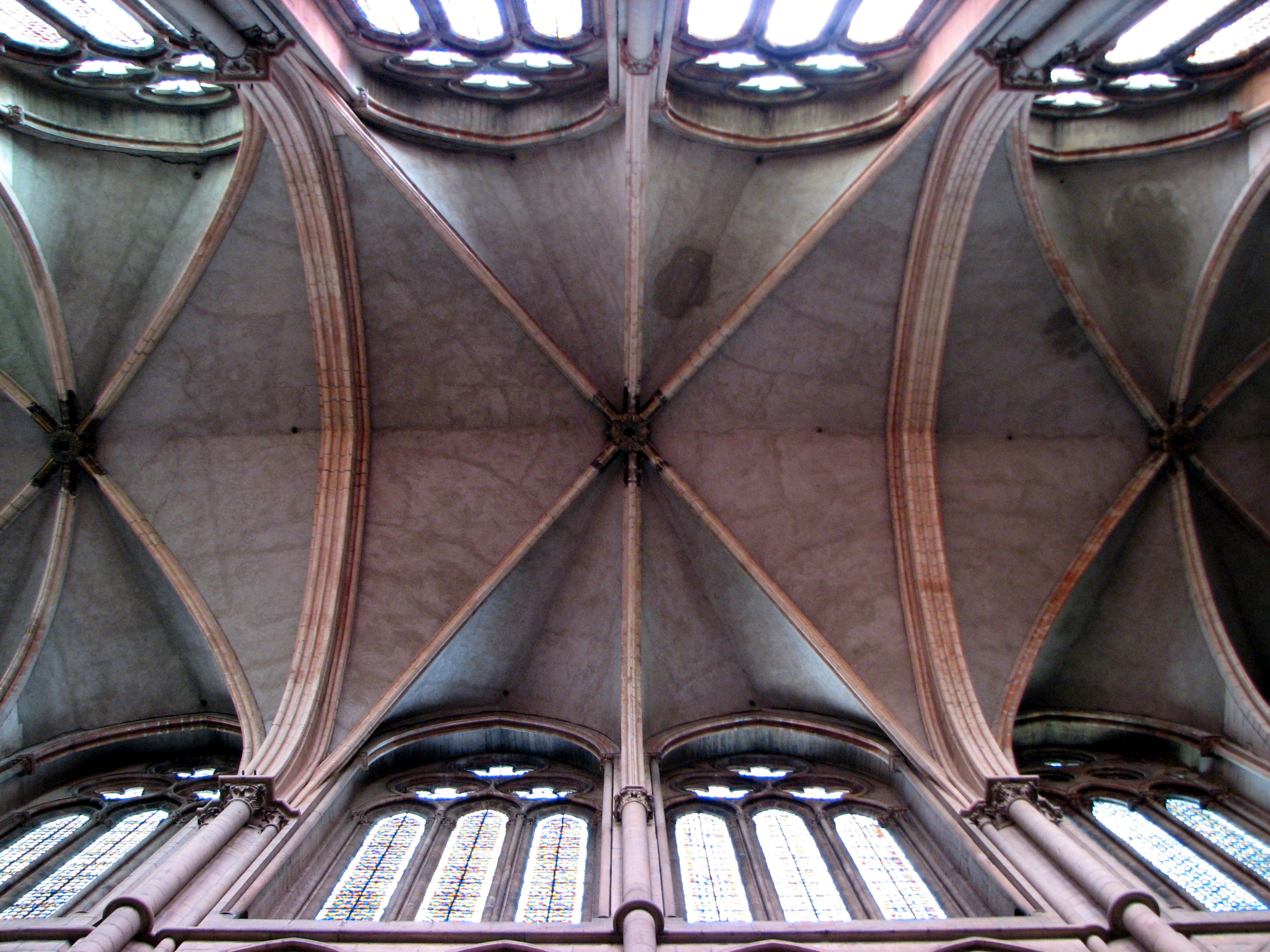
Sechsteiliges Kreuzrippengewölbe in der Kathedrale von Lyon
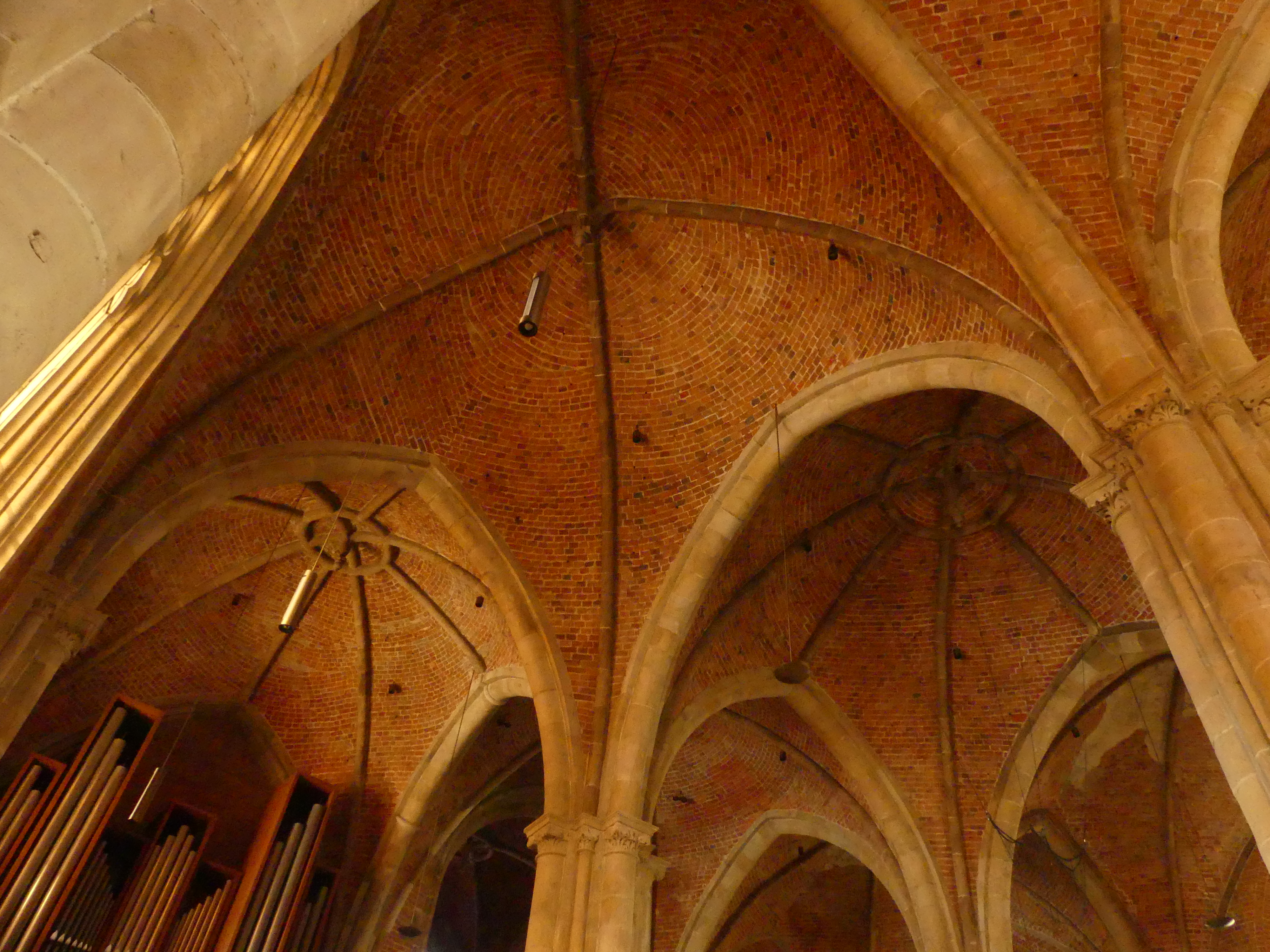
Domikalgewölbe mit acht und mit vier Rippen, Liebfrauenkirche  Bremen

#### Sterngewölbe

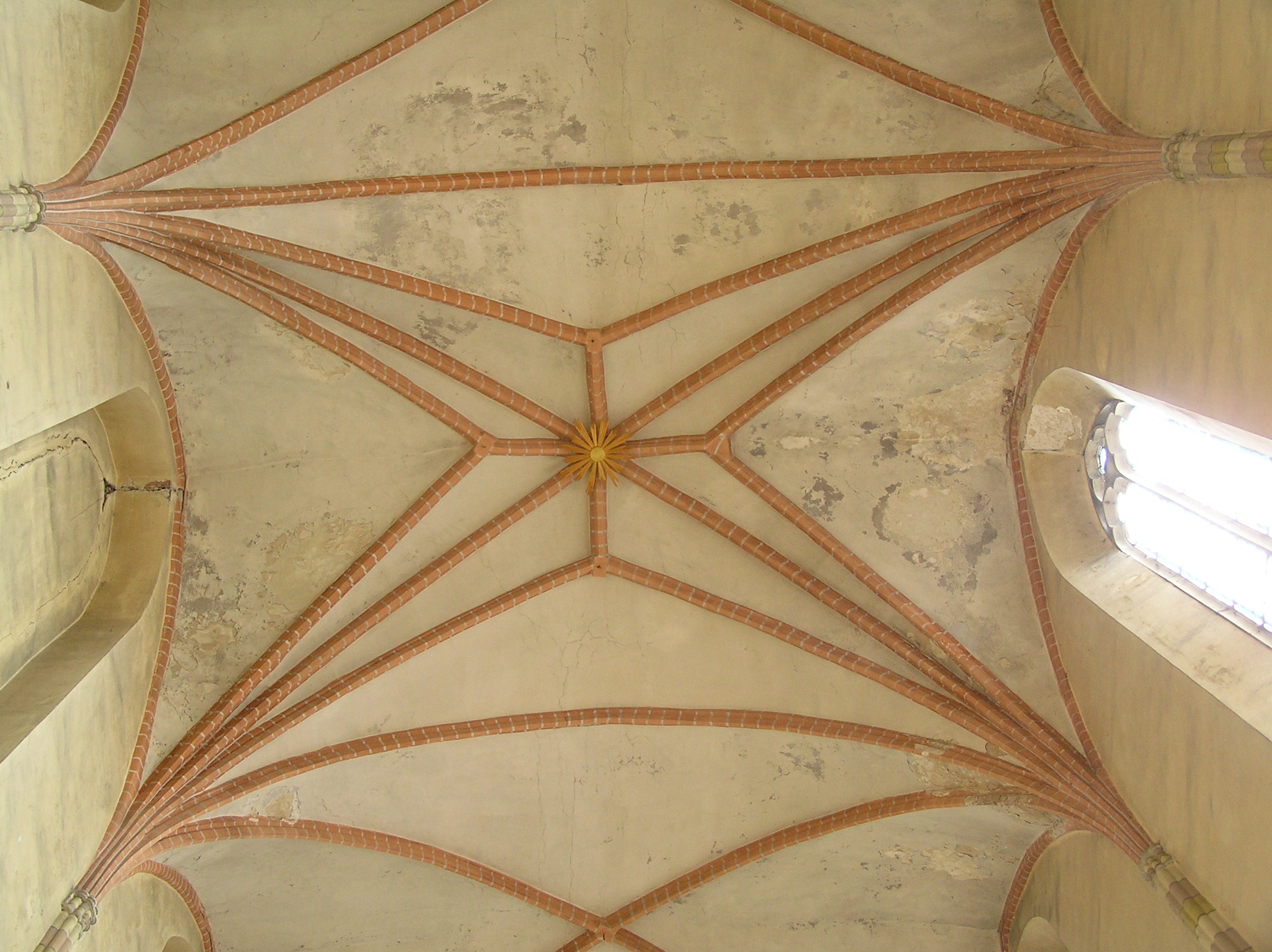
Sterngewölbe in Kulm, Polen

Das Sterngewölbe ist ein Kreuzgewölbe, bei dem die Gewölbekappen nochmals unterteilt werden. Werden in jeder solchen dreieckigen Gewölbekappe aus den drei Eckpunkten Rippen zweiter Ordnung hochgeführt, die sich in einem Scheitelpunkt vereinigen, entsteht ein weiteres Kleingewölbe. So bildet sich die Sternform der Rippen, die ihm den Namen gegeben hat. Beispiele für Sterngewölbe finden sich auch in der Backsteingotik, unter anderem in der Dominikanerkirche in Kulm und in der Zisterzienserabteikirche in Pelplin.

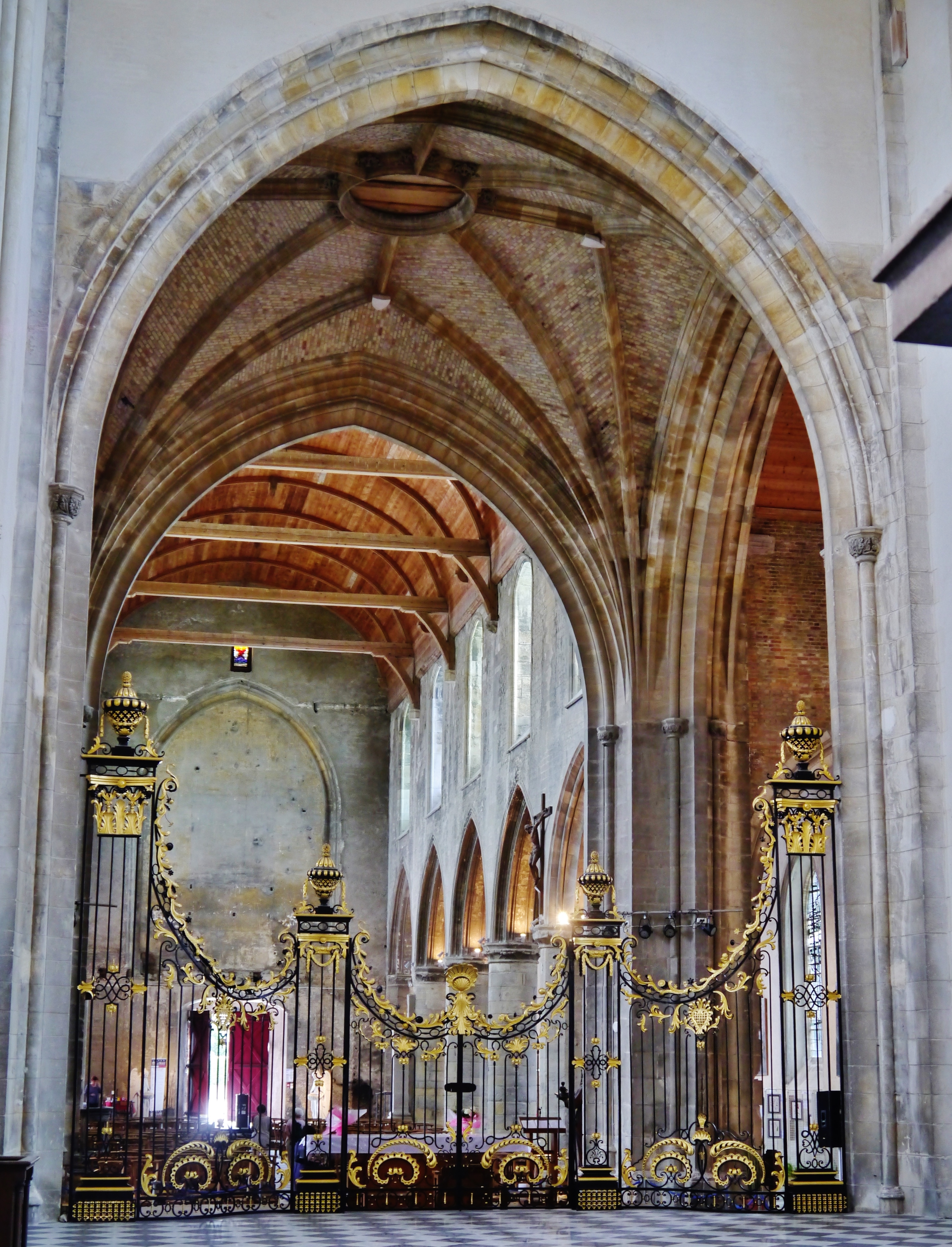
Notre-Dame in Calais, Vierung gotisches Sterngewölbe, Schiffe Holztonnen

#### Zellengewölbe

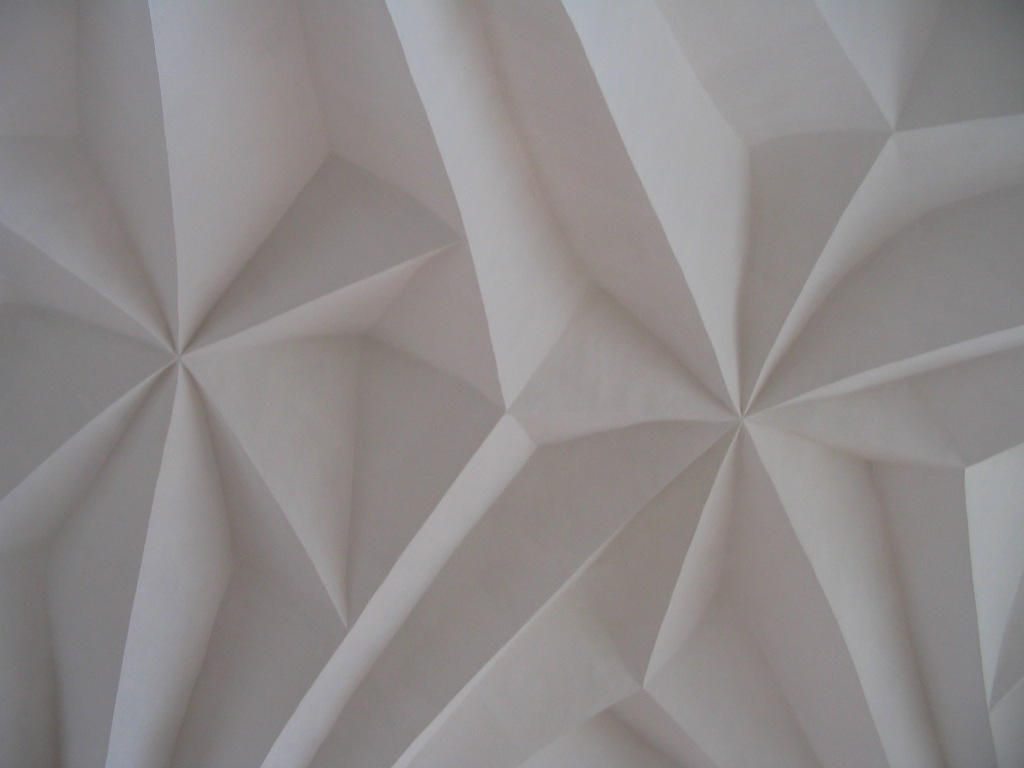
Zellengewölbe der Albrechtsburg

Zellengewölbe (auch Diamantgewölbe) sind eine Sonderform der Gewölbe der Spätgotik, besonders zwischen 1450 und 1550 in Sachsen und Böhmen. Statt die zwischen den Rippen (oder Graten) eines Sterngewölbes entstehenden Dreiecke wie üblich als durchgehende, gebogene Kappen auszumauern, wurden diese aus drei geraden Flächen als pyramidale Hohlräume ausgebildet, so dass eine vielfach gefaltete Decke entsteht. Das Netz der tragenden Verstrebungen wurde dabei ohne Lehrgerüst durch kleine Gewölbe-„Zellen“ ausgefacht. Zellengewölbe sind (im Vergleich zu den anderen gotischen Gewölbeformen) relativ wenig verbreitet. Beispiele finden sich etwa in der Albrechtsburg in Meißen, in der Marienkirche in Danzig, im Göglhaus in Krems und in Schloss Greinburg in Grein an der Donau.

#### Netzgewölbe

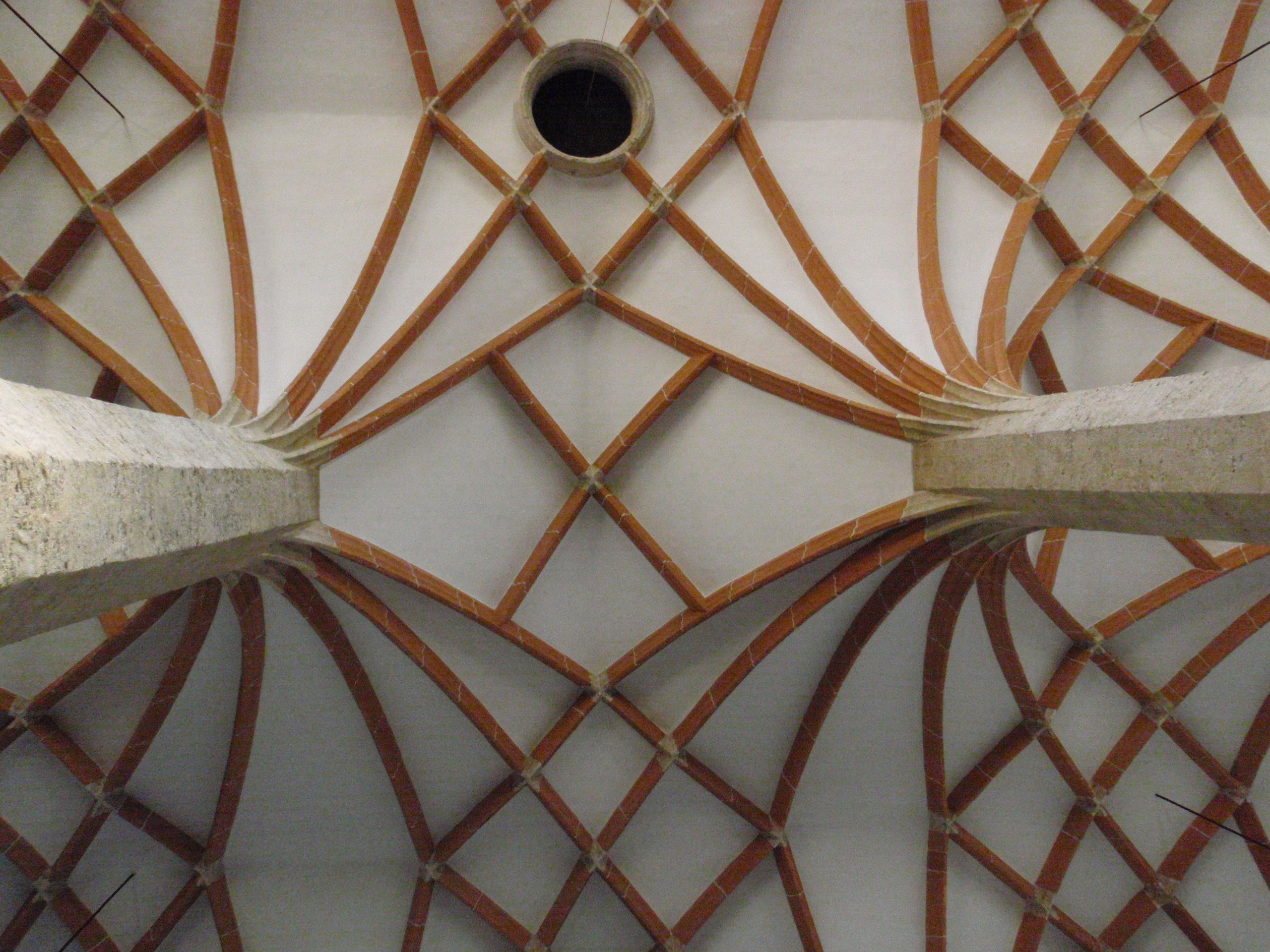
Netzgewölbe in der Pfarrkirche St. Oswald-Möderbrugg, Steiermark

Wenn Gurtbögen fehlen, sich somit im Gewölbe keine Jocheinteilung mehr ablesen lässt und sich darüber hinaus die Gewölberippen vielfach überkreuzen wie die Fäden eines Netzes, spricht man von einem „Netzgewölbe“.

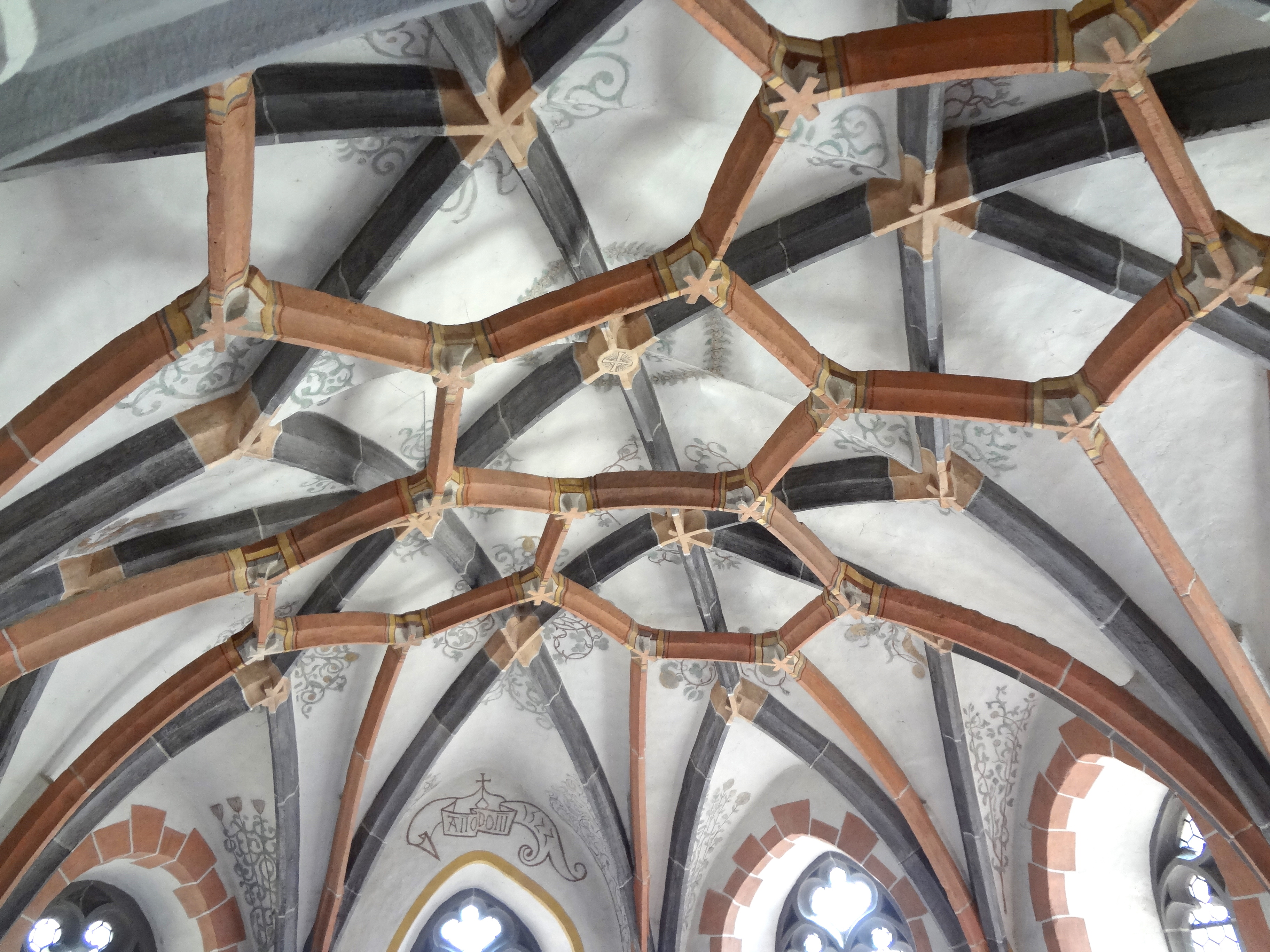
Zweischichtiges Netzgewölbe in St. Jakob (Langenstein) (vgl. Hängende Gewölbe (Hängende Trichter))

#### Schlingrippengewölbe

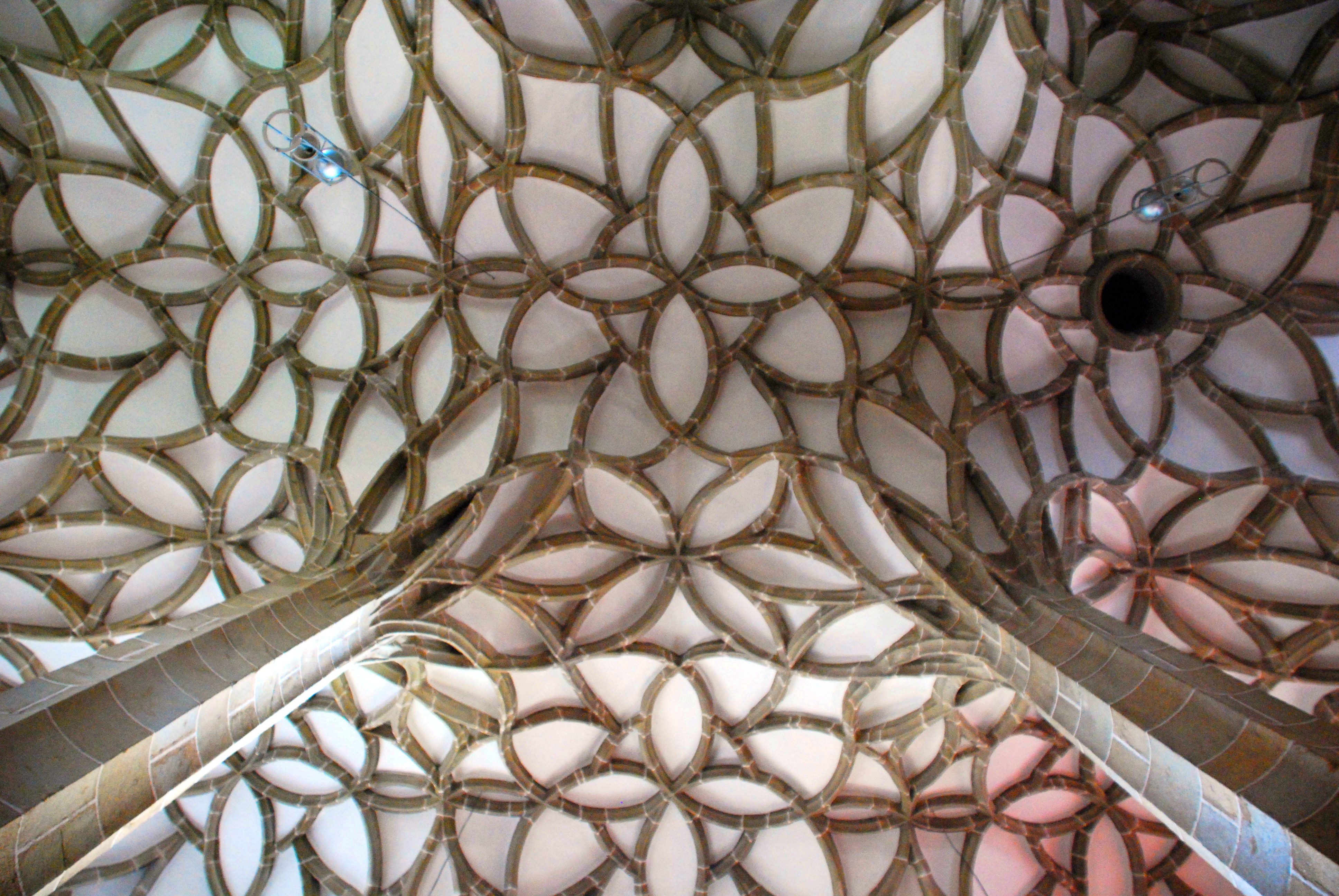
Schlingrippengewölbe in Pfarrkirche Königswiesen

Schlingrippengewölbe prägten besonders die Spätgotik Obersachsens und Böhmens, beispielsweise in den Pfarrkirchen in Annaberg, Kuttenberg und Königswiesen oder in der Albrechtsburg in Meißen.

#### Fächergewölbe, Strahlengewölbe

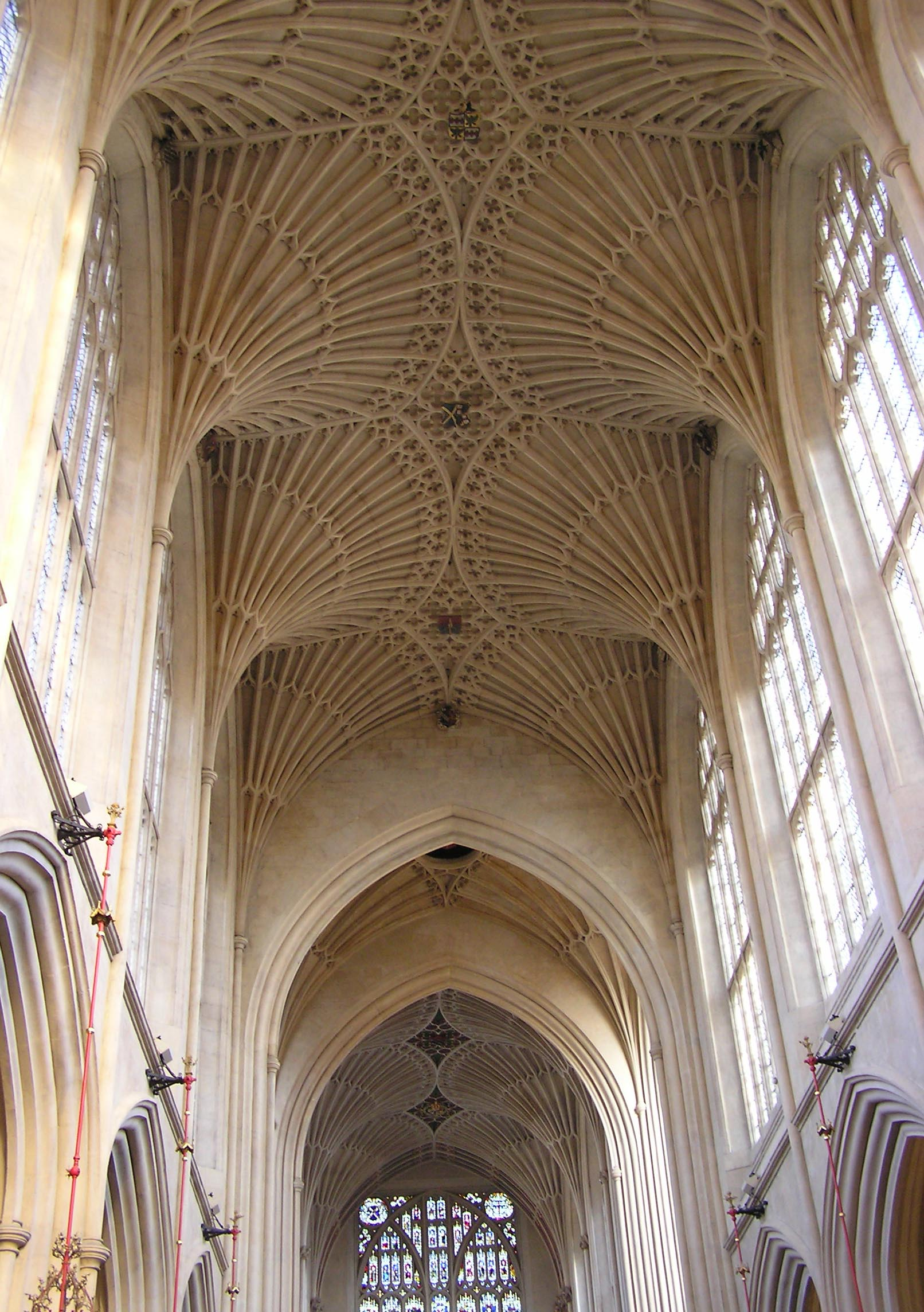
Fächergewölbe in der Abteikirche Bath, England

Fächergewölbe oder Strahlengewölbe entstehen, wenn von Auflagern oder Diensten an der Wand mehr als drei Rippen ausgehen, wodurch sich pro Jocheinheit nicht die Kreuzform des Kreuzrippengewölbes, sondern zwei strahlenförmig gegeneinanderlaufende Fächer bilden. Englische Fächergewölbe bestehen aus vom Rippenansatz aufsteigenden, kegelförmigen, gemauerten Schalen, deren Zwischenräume in der Gewölbemitte durch horizontale Platten abgedeckt werden.

### Schirm-, Palmen- oder Palmbaumgewölbe

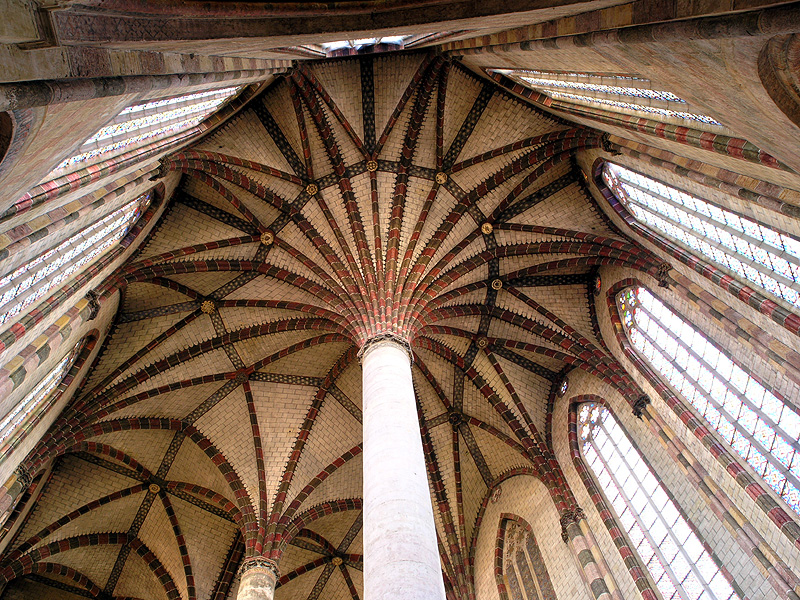
Palmengewölbe der Jakobinerkirche, Toulouse

Ein „Schirmgewölbe“ oder „Palmbaumgewölbe“ ist über kreisförmigem Grundriss errichtet und durch Grate und Rippen in segmentförmig geschwungene und gekrümmte Kappen gegliedert. Es steht der Kuppel nahe.

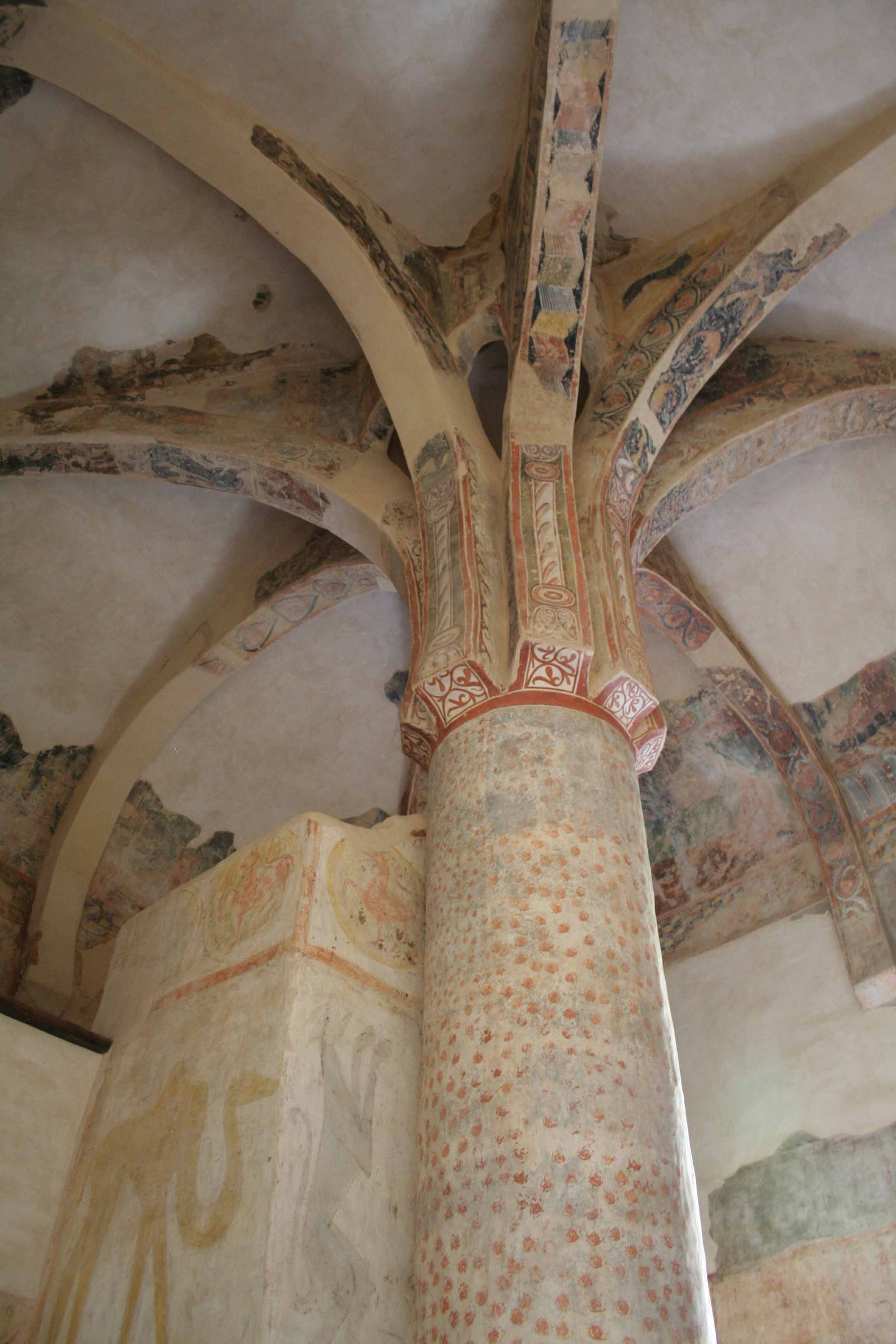
Palmengewölbe, Rippengewölbe in San Baudelio de Berlanga (12. Jh.)

### Radialrippengewölbe

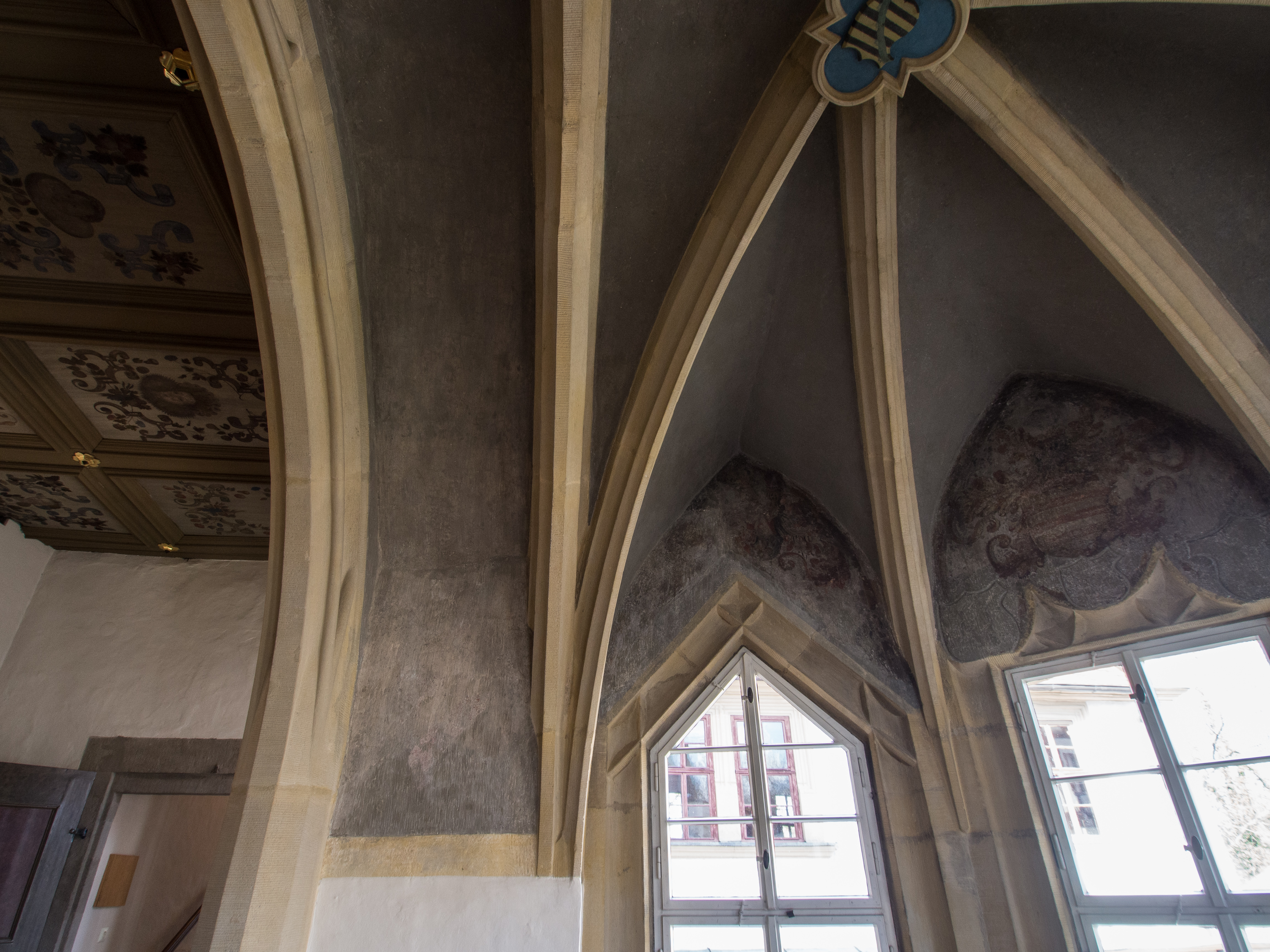
Radialrippengewölbe(rechts)

Ein „Radialrippengewölbe“ liegt vor, wenn von einem zentral gelegenen Schlussstein beispielsweise in gleichen Winkeln wiederholend Rippen bis an die Wand des (beispielsweise runden oder halbrunden) Raumes abgehen.
Ein solches Gewölbe findet sich im Schalenturm oberhalb der Kapelle in Schloss Hinterglauchau. Das genannte Beispiel ist zeitlich wohl zwischen 1485 und 1534 einzuordnen.

### Stalaktitengewölbe oder Muqarnas

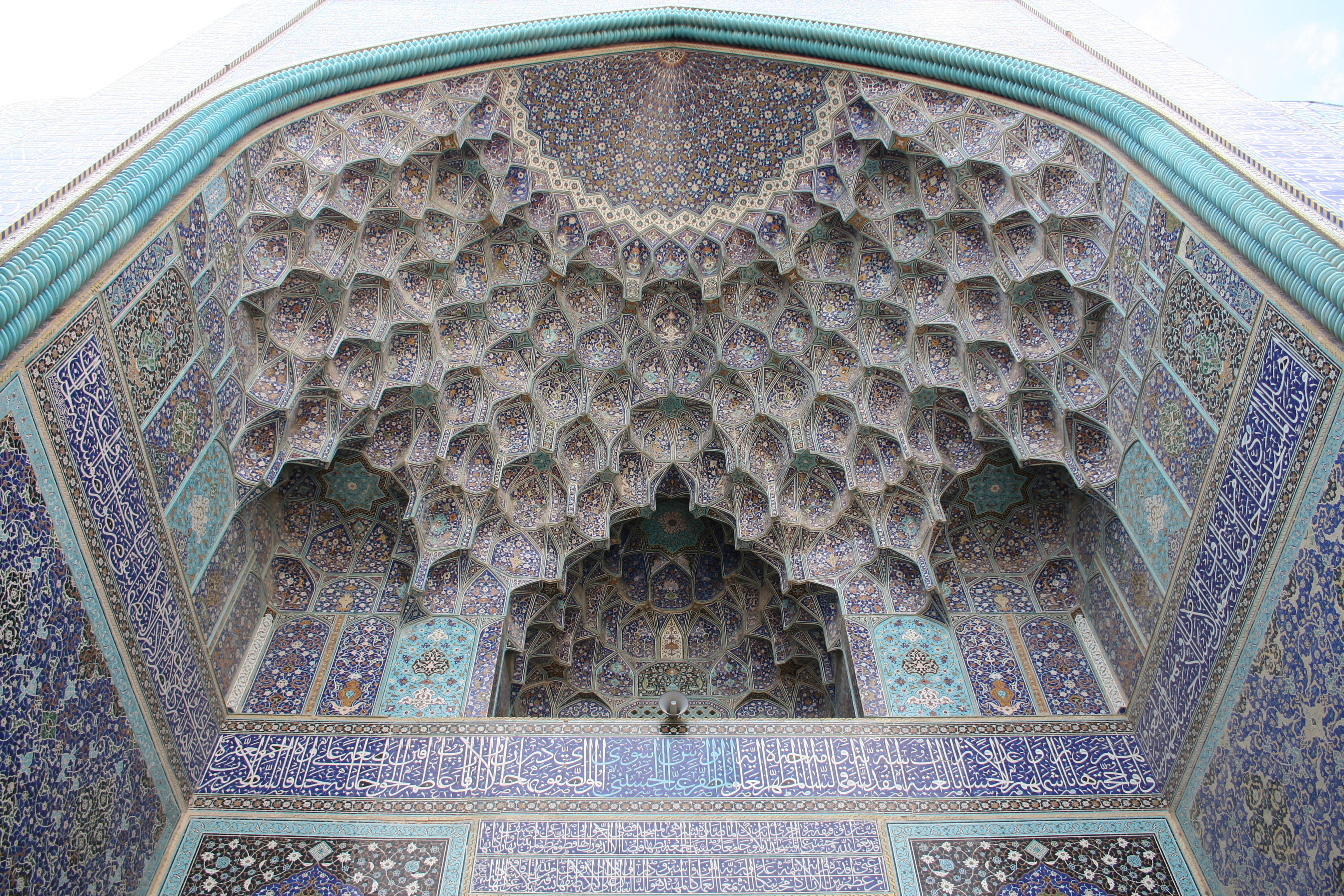
Muqarnas im Eingangstor zur Moscheeanlage am Naqsch-e Dschahan, Isfahan, Iran

Stalaktitengewölbe oder „Muqarnas“ kommen in der islamischen Architektur vor. Sie werden in der Regel als oberer Abschluss von Nischen verwendet oder in den Zwickeln beim Übergang zwischen einer viereckigen Basis und einer Kuppel.

### Hyperbolisches Paraboloid

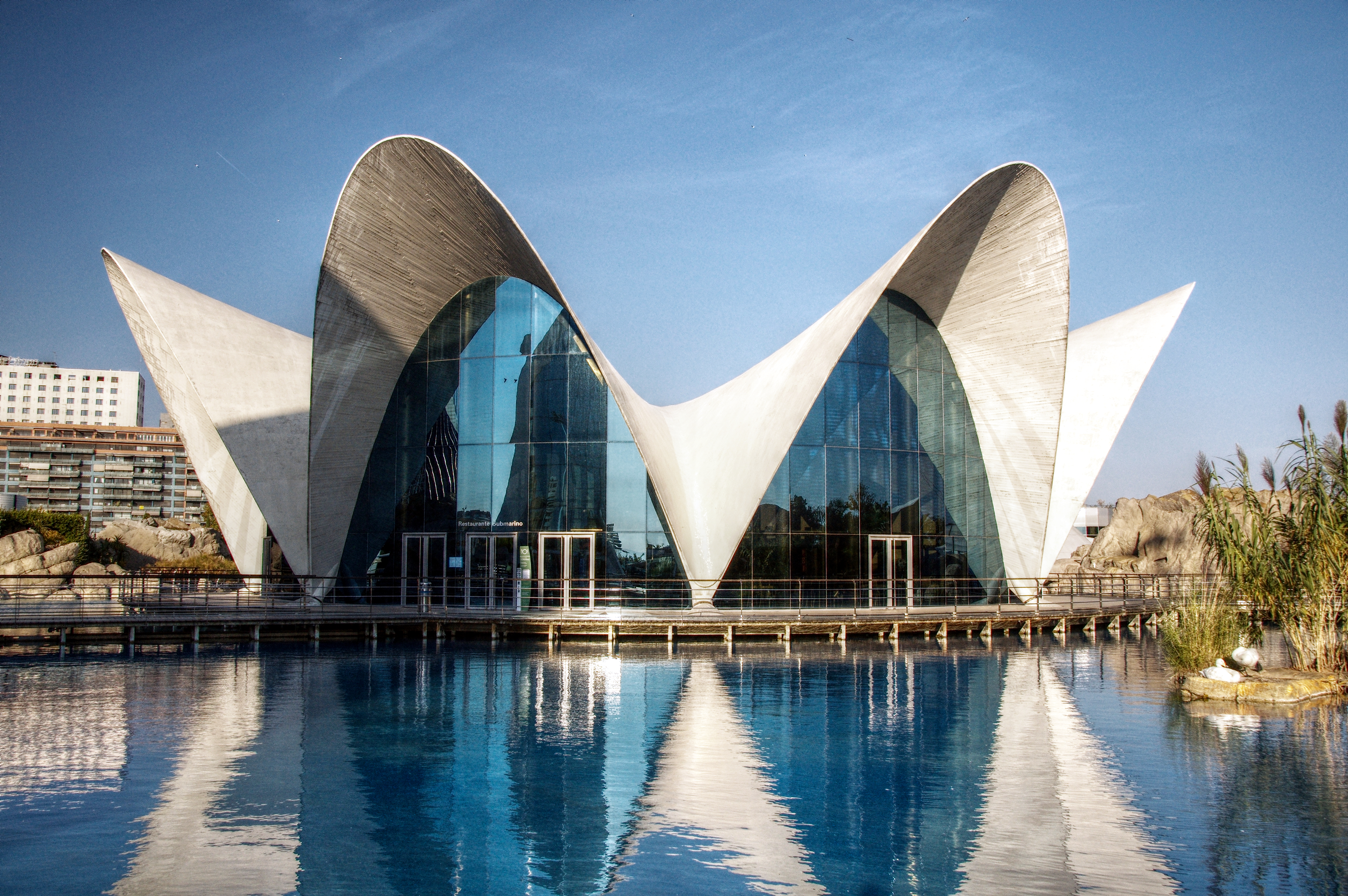
Gewölbte Dachfläche als hyperbolisches Paraboloid

Diese Sattelfläche ist in einem Vertikalschnitt wie ein übliches Gewölbe in der Mitte aufgewölbt, also zu den Rändern hin nach unten gekrümmt, eine horizontale Tangente liegt obenauf. Die Betrachtung im quer dazu liegenden Vertikalschnitt zeigt Gegenläufiges: Die Ränder streben nach oben, die mittige Wölbung baucht sich nach unten aus, zuunterst liegt die Tangente an. Beide Tangenten liegen in gleicher Höhe und schneiden sich im Sattelpunkt.
Frühe Formen wurden mit Flachziegelgewölben  realisiert. Erst mit sowohl druck- als auch zugfestem Baumaterial hat diese Deckenform in moderner Zeit größere Verbreitung gefunden, vor allem als Betonschale in Stahlbeton. Es gibt auch Hyparschalen aus Holz, die allerdings selten sind.

## Materialien

### Backstein
Auch in Gegenden, in denen normalerweise mit Werkstein gebaut wurde, verwendete man für die Gewölbeschalen mancherorts Backstein; der Mörtel band schneller ab und Backsteine sind leichter als die meisten Natursteinarten.

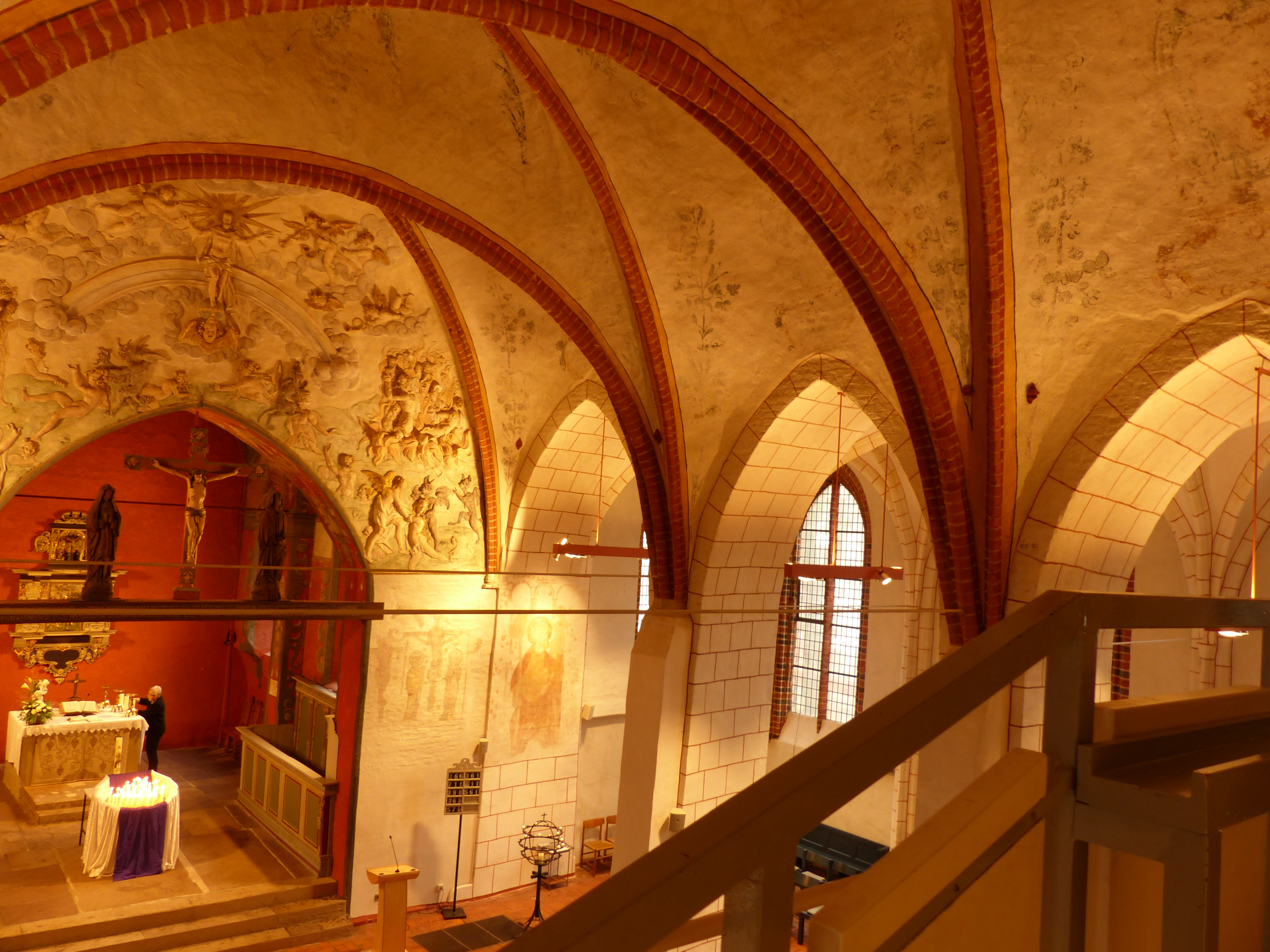
Formsteinrippen der Johanniskirche in Verden

Für Gewölberippen wurde schon in der Ambrosiusbasilika in Mailand im ersten Drittel des 12. Jahrhunderts Backstein verwendet, doch in Deutschland entstanden mehrere Bauten aus Backsteinmauern zunächst noch mit Werksteinrippen. Danach entwickelte man im nördlichen Backsteinbau spezielle Formsteine für Rippen, sie übernahmen in zarter Form Querschnitte von Werksteinrippen und waren gegen Abrutschen gesichert.

### Beton
Die Tonnen- und Kreuzgratgewölbe römischer Thermenanlagen waren nicht aus Steinen zusammengefügt, sondern aus opus caementitium gegossen.

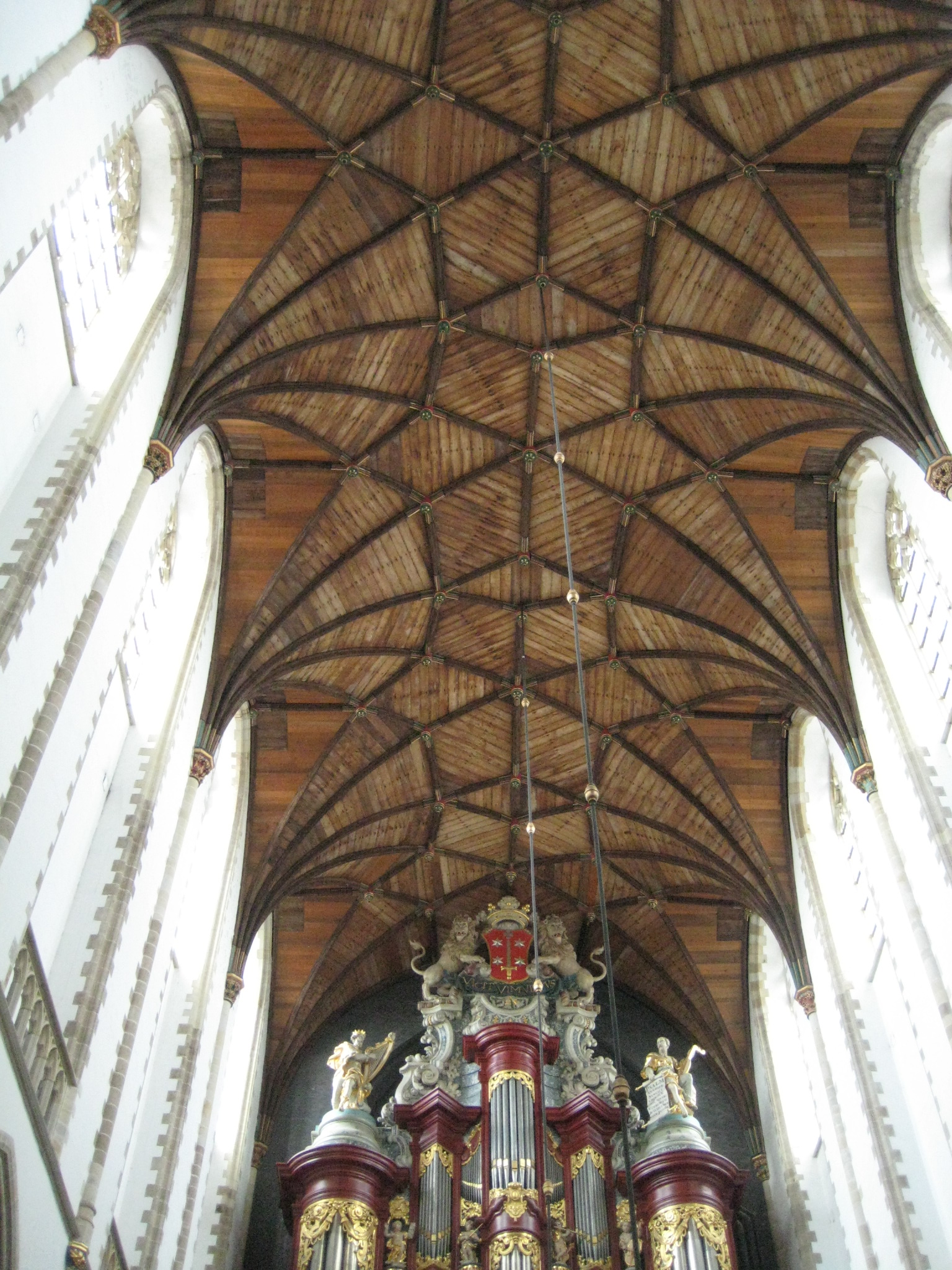
Netzgewölbe aus Holz, St.-Bavo-Kirche, Haarlem, Niederlande

### Holz
Um die Raumwirkung von Gewölbe zu erzielen, aber Gewicht zu sparen und preiswerter zu bauen, wurden vor allem in den Niederlanden und England Gewölbe auch aus Holz errichtet. Dabei nutzen zwar nicht die Gewölbeflächen, wohl aber das Tragwerk, also Grutbögen und Rippen, dieselben statischen Vorteile aus, die auch steinerne Gewölbe haben.

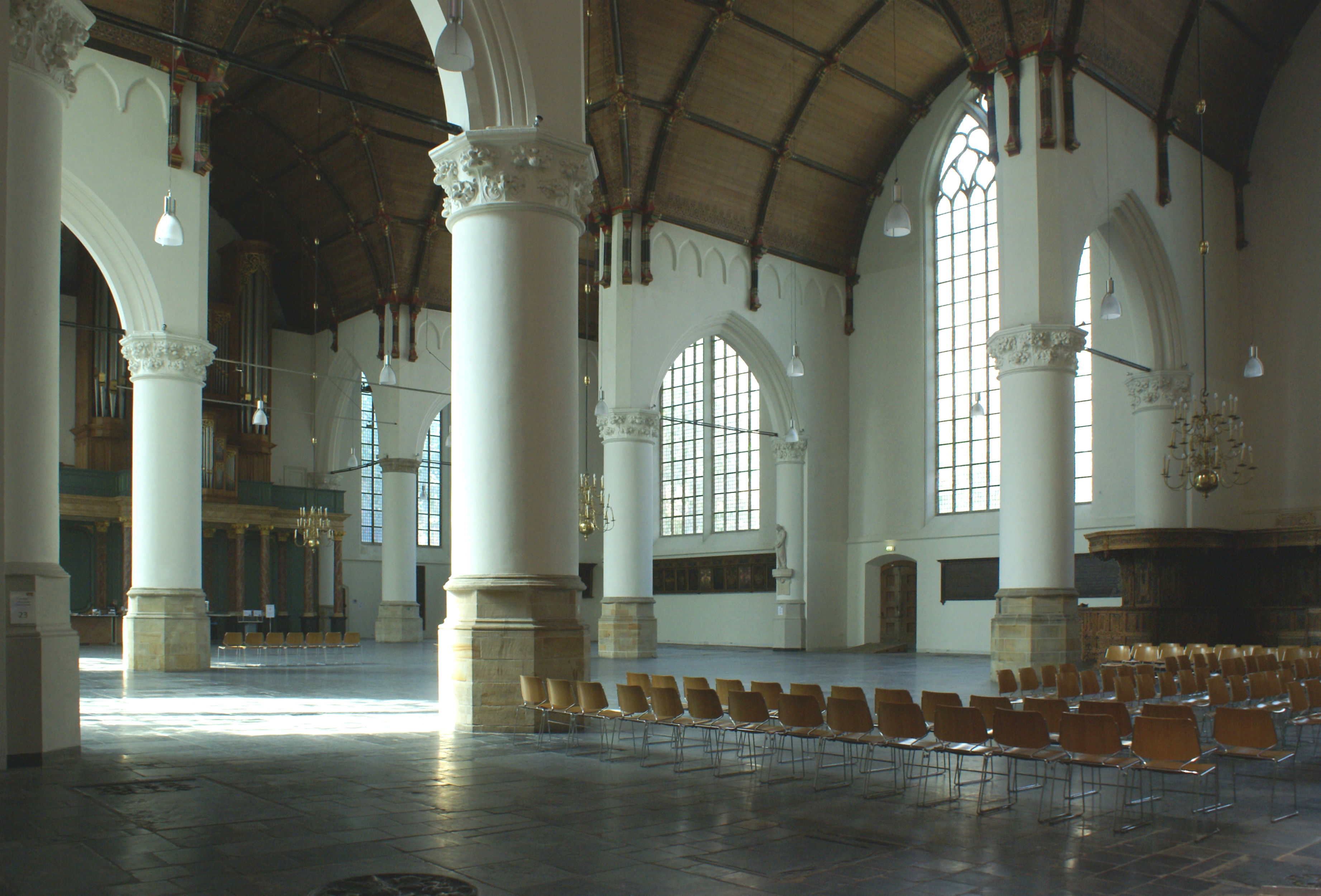
Hölzerne Tonnengewölbe in der Grote Kerk, Den Haag
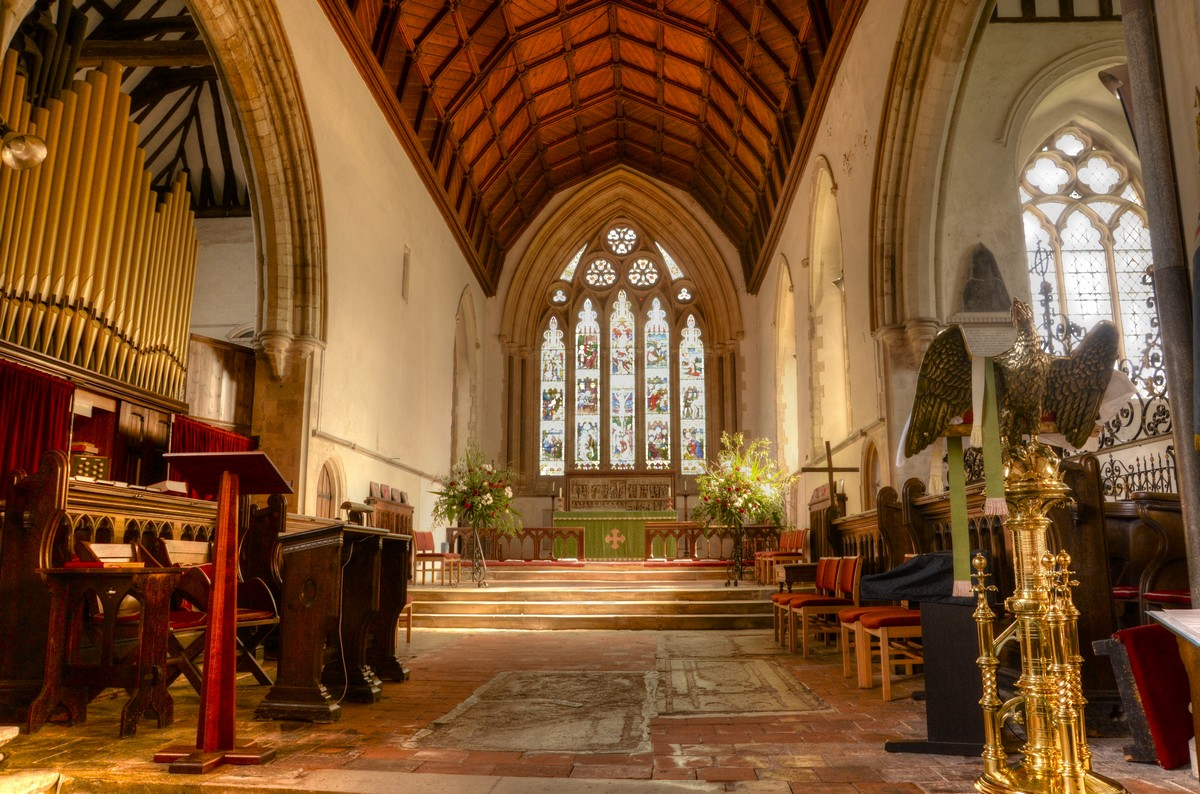
Wingham, Kent, eckig vereinfachte Holztonne
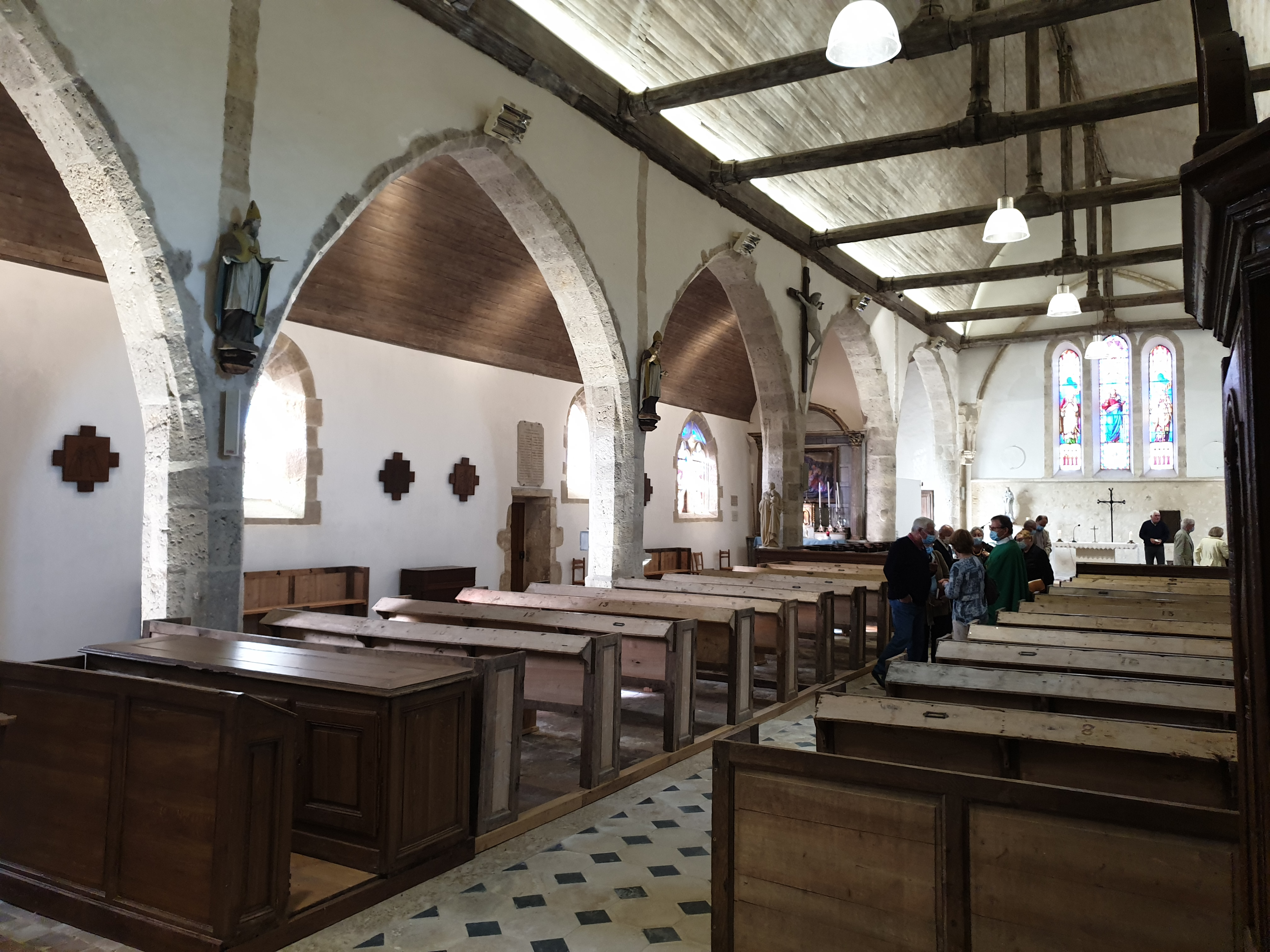
Dollot, Dép. Yonne, Kirche St-Germain, 13. u. 15. Jh., Hauptschiff hölzerne Spitztonne, Seitenschiff hölzerne Halbtonne

## Gewölbebau

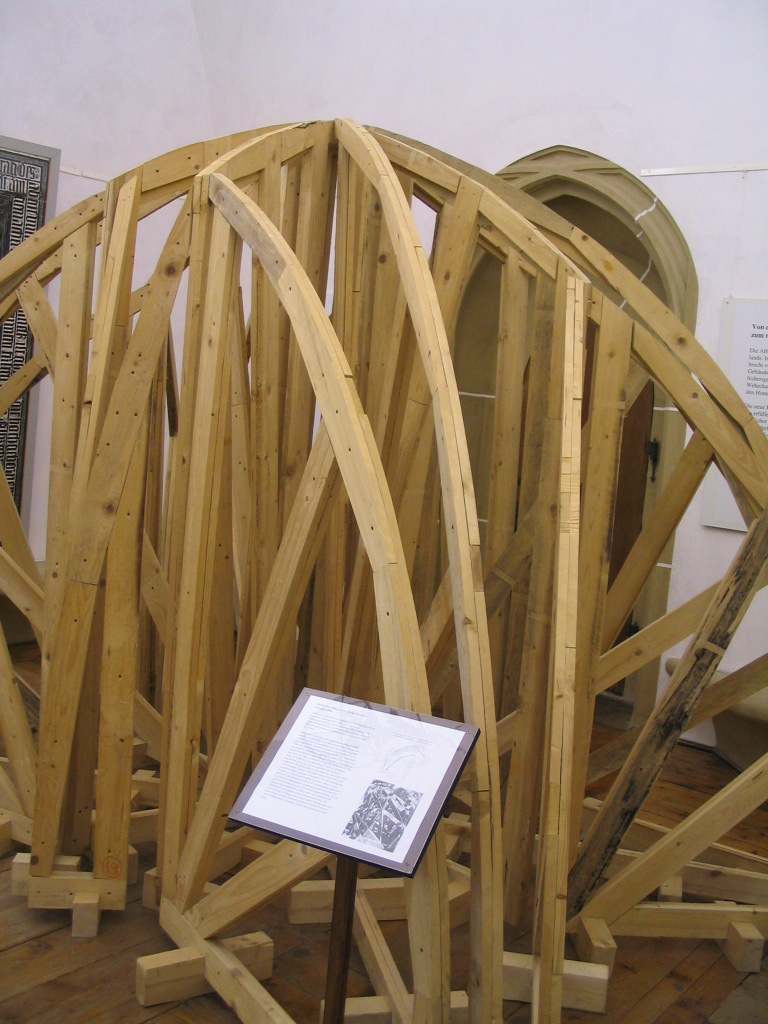
Lehrgerüst für Zellengewölbe

Tonnengewölbe und manche andere Gewölbeformen werden erst in sich stabil, wenn die Schlusssteine gesetzt sind (Ausnahme z. B. Santa Maria del Fiore in Florenz). Sie müssen über Lehrgerüste gemauert werden, die nach der Fertigstellung entfernt werden. Neben der Stützfunktion legen Lehrgerüste auch die Form des Gewölbes fest.
Steile Kraggewölbe und bestimmte Bauformen nubischer Gewölbe können demgegenüber auch ohne Lehrgerüst errichtet werden. Siehe auch Kraggewölbebauten aus Trockenmauerwerk.
Auch das flach gewölbte Flachziegelgewölbe (spanisch bóveda tabicada), kann ohne Stützkonstruktion erstellt werden. Es werden leichte Ziegel mit möglichst schnellhärtendem Mörtel bogenförmig an das Auflager gesetzt und Reihe um Reihe wird der Bogen nach innen fortgesetzt. Nach Fertigstellung der ersten Tragschicht können weitere Schalen zur Verstärkung oben aufgemauert werden. Ein Beispiel ist die Escuela Nacional de Arte, ein Nationaldenkmal westlich von Havanna auf Kuba.
Gewölbe wurden vorwiegend in Haustein, Backstein oder Bruchstein, seltener in Gussmörtel ausgeführt. Besonders leichte Gewölbe stellte man aus Kalktuffstein oder Tuffstein oder hohlem, gebranntem, Topfstein her (Tuffgewölbe, Topfgewölbe).
Als Hilfsmittel beim quadratischen Kreuzgewölbe werden häufig vorweg Gurtbögen eingezogen, die auf Säulen ruhen. Zur Erstellung der Gurtbögen werden halbkreisförmige Schablonen verwendet. Danach kann das Kreuzgewölbe auf die Gurtbögen aufgelegt werden.
In neuerer Zeit, vor allem seit den 1920er Jahren, wird auch dünnschaliger Stahlbeton als stabiles Baumaterial für Gewölbe verwendet.

## Geschichte
Kraggewölbe, auch falsche Gewölbe genannt, mit horizontal gefügten Steinlagen sind seit der Vorzeit belegt; im 14. Jahrhundert v. Chr. z. B. aus Mykene. Sie wurden regional bis in die Neuzeit errichtet.
Die echte Gewölbekonstruktion mit radial gefügten Steinen war aber schon den Ägyptern und Assyrern bekannt und wurde von den Etruskern in die Baupraxis des Abendlandes eingeführt. Vor allem die Römer haben den Gewölbebau weiterentwickelt und Tonnen-, Kreuz- und Kuppelgewölbe gebaut. In Rom haben sich einige herausragende Beispiele erhalten, so z. B. das Pantheon und die Maxentiusbasilika.
In Ägypten finden sich die ältesten erhaltenen Tonnengewölbe, errichtet im 13. vorchristlichen Jahrhundert über Lagerräumen des Ramesseums in Luxor. Monumentale Tempelbauten der pharaonischen Kultur im Niltal kamen jedoch ohne die Verwendung von Gewölben aus, da sogar die gewaltigen Portale mit Weiten von mehr als 7 Metern mit Werksteinbalken überspannt wurden.
Die frühchristlichen Basiliken waren in der Regel nicht gewölbt, sondern flachgedeckt. Bedeutende spätantike Wölbungsbauten finden sich in Ravenna, so beispielsweise San Vitale. In der byzantinischen Baukunst erlebten die Kuppelkirchen eine Blüte. Das bedeutendste Beispiel ist die Hagia Sophia in Istanbul.
Mit der Eroberung Roms durch die Germanen ging ab dem 5. Jahrhundert im westlichen Europa der Bau von Gewölben stark zurück. Eine der wenigen Ausnahmen war der nach byzantinischem Vorbild errichtete Aachener Dom mit seiner hohen Kuppel.
Die höchste Ausbildung erfuhren die Kuppelgewölbe in der islamischen Architektur und die Kreuzgewölbe in der Baukunst des Mittelalters und der Renaissance. Zunächst wölbte man nur die schmaleren und niedrigeren Seitenschiffe, die breiten hohen Mittelschiffe blieben flachgedeckt. Dies änderte sich erst um das Jahr 1000. Anfangs war das Tonnengewölbe die Hauptbauform. In Burgund entstand beim Bau der Kirche von Cluny III das Spitztonnengewölbe. Der erste durchgehend kreuzrippengewölbte Bau war die Kathedrale von Durham. Das Kreuzrippengewölbe entwickelte sich zur standardmäßigen Gewölbeform der Gotik. Durch die Verstärkung der Gewölbewiderlager mit Hilfe von Strebebögen und Strebepfeilern erreichten die Baumeister Gewölbehöhen von bis zu 48 Metern (Kathedrale von Beauvais). Die Spätgotik bildete besonders in England und Deutschland dekorative Rippenfiguren aus, die Stern-, Netz- und Fächergewölbe.
In der Renaissance kehrte man im Kirchenbau zur Tonnenwölbung zurück, die oft durch seitliche Stichkappen zu den Fenstern geöffnet wurde. Zudem leitete die Renaissance eine neue Blüte des Kuppelbaus ein, wofür die Kuppel des Petersdoms in Rom steht.
Für die Deckenmalerei des Barock dienten oft Spiegelgewölbe großer Spannweite, beispielsweise Balthasar Neumanns Gewölbe über dem Treppenhaus der Würzburger Residenz. 
Mit den neuen Baumaterialien Eisen und Beton begann im 19. Jahrhundert eine neue Epoche des Gewölbebaus.